# Enrique III de Inglaterra
Enrique III (en inglés moderno, Henry III) o Enrique de Winchester (1 de octubre de 1207-16 de noviembre de 1272) fue rey de Inglaterra, señor de Irlanda y duque de Aquitania desde 1216 hasta su muerte. Hijo del rey Juan I e Isabel de Angulema, ascendió al trono a los nueve años de edad en medio de la primera guerra de los Barones. El cardenal Guala Bicchieri declaró que la guerra contra los barones rebeldes era una cruzada religiosa y las fuerzas de Enrique —dirigidas por William Marshal— derrotaron a los rebeldes en las batallas de Lincoln y Sandwich en 1217. Prometió acatar la Gran Carta de 1225, que limitaba el poder real y protegía los derechos de los principales barones. Los primeros años de su reinado estuvieron dominados primero por Hubert de Burgh y luego por Peter des Roches, quien restableció la autoridad real después de la guerra. En 1230, Enrique intentó reconquistar las provincias de Francia que alguna vez pertenecieron a su padre, pero la invasión fue una debacle. Una revuelta liderada por el hijo de William Marshal, Richard, estalló en 1232 y terminó en un acuerdo de paz negociado por la Iglesia católica.
Después de la revuelta, gobernó Inglaterra con plenos poderes, en lugar de reinar a través de ministros de alto rango. Viajó menos que los monarcas anteriores, invirtió mucho en algunos de sus palacios y castillos favoritos. Se casó con Leonor de Provenza, con quien tuvo cinco hijos. Enrique era conocido por su piedad, celebraba fastuosas ceremonias religiosas y donaba generosamente a obras de caridad; el rey inglés estuvo particularmente dedicado a la figura de Eduardo «el Confesor», a quien adoptó como su santo patrón. Extrajo enormes sumas de dinero de los judíos en Inglaterra, a quienes, en última instancia, paralizando su capacidad para hacer negocios, y a medida que las actitudes hacia los judíos se endurecieron, introdujo el Estatuto de los judíos, intentó segregar. En un nuevo intento por recuperar las tierras de su familia en Francia, invadió Poitou en 1242, lo que llevó a la desastrosa batalla de Taillebourg. Después de esto, confió en la diplomacia y desarrolló una alianza con Federico II. Apoyó a su hermano Ricardo en su intento por convertirse en rey de romanos en 1256, pero no pudo colocar a su propio hijo Edmundo en el trono de Sicilia a pesar de invertir grandes sumas de dinero. Planeó ir a la cruzada en el Levante, pero las rebeliones en Gascuña le impidieron hacerlo.
Para 1258, el gobierno de Enrique era cada vez más impopular, como resultado del fracaso de sus costosas políticas exteriores y la mala fama de sus medio hermanos poitevinos, los lusiñanos, así como del rol de sus funcionarios locales en la recaudación de impuestos y deudas. Una coalición de sus barones, inicialmente probablemente respaldada por Leonor, tomó el poder en un golpe de Estado y expulsó a los poitevinos de Inglaterra, después reformó el gobierno real mediante un proceso llamado Provisiones de Oxford. Enrique y el gobierno de los barones acordaron la paz con Francia en 1259, en virtud de la cual Enrique renunció a sus derechos sobre sus otras tierras en Francia a cambio de que el rey Luis IX le reconociera como el legítimo gobernante de Gascuña. El régimen de los barones se derrumbó, Enrique no pudo reformar un gobierno estable y la inestabilidad en Inglaterra continuó.
En 1263, uno de los barones más radicales, Simón de Montfort, tomó el poder, lo que resultó en la segunda guerra de los Barones. Enrique persuadió a Luis IX de apoyar su causa y movilizó un ejército. En 1264, ocurrió la batalla de Lewes, donde el rey inglés fue derrotado y capturado. Su hijo mayor, Eduardo, escapó de la cautividad para derrotar a Montfort en la batalla de Evesham al año siguiente y liberar a su padre. Inicialmente, Enrique promulgó una dura venganza contra los rebeldes restantes, pero fue convencido por la Iglesia católica para apaciguar sus políticas a través del Dictamen de Kenilworth. La reconstrucción fue lenta y el rey inglés tuvo que aceptar varias medidas, como una mayor represión de los judíos, para mantener el apoyo de los barones y el pueblo. Enrique murió en 1272 y dejó a Eduardo como su sucesor. Estuvo enterrado en la abadía de Westminster —que había reconstruida en la segunda mitad de su reinado— y fue trasladado a su tumba actual en 1290. Se declararon algunos milagros después de su muerte, pero nunca se ha canonizado.

## Primeros años

Tierras de Juan I en Francia (c. 1200).

Nació en el castillo de Winchester el 1 de octubre de 1207. Era el hijo mayor del rey Juan I e Isabel de Angulema. Poco se sabe de sus primeros años de vida. Inicialmente era atendido por una nodriza llamada Ellen en el sur de Inglaterra, lejos de la corte itinerante de Juan I y probablemente tenía lazos cercanos con su madre. Enrique tenía cuatro hermanos y hermanas menores legítimos —Ricardo, Juana, Isabel y Leonor—, así como varios hermanos mayores ilegítimos. En 1212 se confió su educación a Peter des Roches, obispo de Winchester; bajo su dirección, Enrique recibió entrenamiento militar de Philip D'Aubigny y aprendió a montar, probablemente por Ralph of St Samson.
Poco se sabe sobre su apariencia; probablemente tenía alrededor de 1.68 m (5 pies 6 pulgadas de alto y los reportes registrados después de su muerte sugirieron que tenía una constitución fuerte, con un párpado caído. Enrique creció con expresiones ocasionales de un temperamento feroz, pero sobre todo, como lo describe el historiador David Carpenter, tenía una personalidad «amable, tranquila y comprensiva». Era sincero y honesto y demostraba sus emociones fácilmente, como que le empezaban a correr lágrimas en los sermones religiosos.
A comienzos del siglo XIII, el Reino de Inglaterra formaba parte del Imperio angevino que se extendía por Europa occidental. Enrique recibió el nombre de su abuelo paterno, que había construido esta vasta red de tierras que se extendían desde Escocia y Gales en el norte y oeste, atravesando del canal de la Mancha hasta los territorios de Normandía, Bretaña, Maine y Anjou en el noroeste de Francia y hacia Poitou y Gascuña en el sudoeste. Durante muchos años, la Corona francesa era relativamente débil, lo que permitió a Enrique II y luego a sus hijos Ricardo I y Juan I dominar Francia.
En 1204, Juan I perdió Normandía, Bretaña, Maine y Anjou ante Felipe II de Francia, lo que limitó el poder inglés en el continente solo en Gascuña y Poitou. Juan I aumentó los impuestos para costear campañas militares en la recuperación de sus tierras, pero la inquietud creció entre muchos de los barones ingleses; buscó nuevos aliados declarando a Inglaterra como un feudo papal, debiendo lealtad al romano pontífice. En 1215, Juan I y los barones rebeldes negociaron un posible acuerdo de paz, la Carta Magna. El tratado habría limitado abusos potenciales del poder real, desmovilizado a los ejércitos rebeldes y establecido un acuerdo para compartir el poder, pero en la práctica ninguna de las partes cumplió con las condiciones. Juan I y los barones leales repudiaron firmemente la Carta Magna y estalló la primera guerra de los Barones, con los barones rebeldes ayudados por el hijo de Felipe II, el futuro Luis VIII, que reclamó el trono inglés. Pronto la guerra llegó a un punto muerto, sin que ninguno de los bandos pudiera declarar la victoria. El rey inglés enfermó; murió la noche del 18 de octubre y dejó a Enrique (de nueve años) como su heredero.

## Regencia

### Coronación

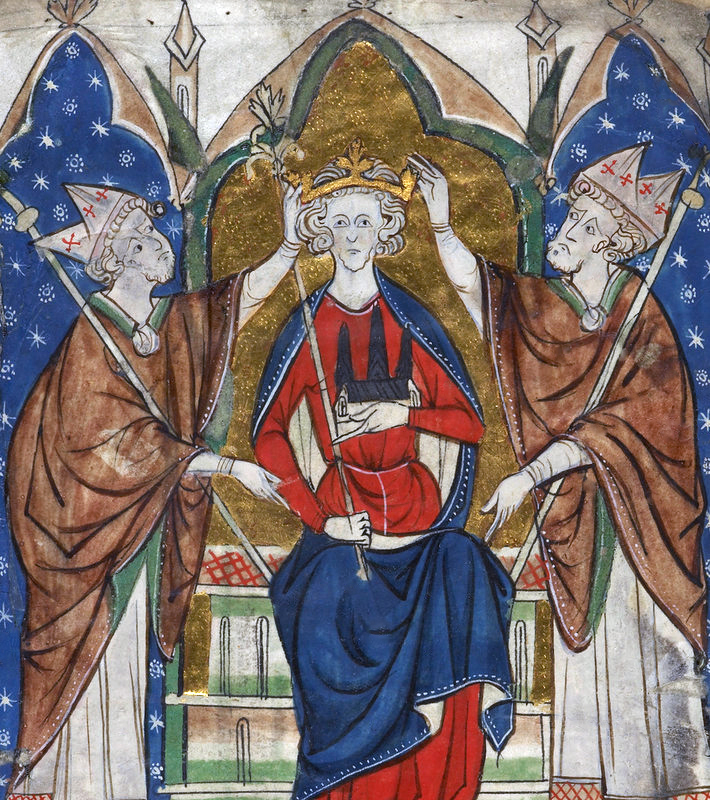
Coronación de Enrique III representada en una miniatura del.

Enrique estaba a salvo en el castillo Corfe en Dorset junto a su madre cuando Juan I murió. En su lecho de muerte, designó un concilio de trece ejecutores para ayudar a Enrique a reclamar el reino y solicitó que su hijo fuera puesto bajo la tutela de William Marshal, uno de los caballeros más famosos de Inglaterra. Los líderes leales decidieron coronar a Enrique de inmediato para reforzar su reclamo del trono. William inició al niño en la caballería y el cardenal Guala Bicchieri, legado papal en Inglaterra, supervisó su coronación en la catedral de Gloucester el 28 de octubre. En ausencia de los arzobispos de Canterbury y York, fue ungido por los obispos de Worcester y Exeter y coronado por Peter des Roches. La corona real se había perdido o vendido durante la guerra civil, así que en su lugar la ceremonia usó una corola simple de oro perteneciente a la reina madre Isabel.
El joven rey heredó una situación difícil, con más de la mitad de Inglaterra ocupada por los rebeldes y la mayoría de las posesiones continentales de su padre aún en manos francesas. Contaba con el apoyo de Guala, quien ademán tenía la intención de ganar la guerra civil para Enrique y castigar a los rebeldes. Guala comenzó a fortalecer los lazos entre Inglaterra y el papado, comenzando con la coronación misma, donde Enrique rindió homenaje a la Santa Sede y reconoció al romano pontífice como señor feudal. El papa Honorio III declaró que Enrique era su vasallo y pupilo y que el legado papal tenía completa autoridad para proteger a Enrique y su reino. Como medida adicional, Enrique tomó la cruz y se declaró cruzado y con derecho a una protección especial de Roma.
Dos nobles de alto rango destacaron como candidatos para encabezar el gobierno de regencia de Enrique. El primero era William, quien, aunque ya anciano, era famoso por su lealtad personal y podía ayudar en la asistencia de guerra con sus propios hombres y material. El segundo era Ranulf de Blondeville, conde de Chester y uno de los barones leales más poderosos. William esperó diplomáticamente hasta que Guala y Ranulf le pidieron que asumiera el cargo en lugar de tomar el poder. William luego nombró a Des Roches como guardián de Enrique, por lo que ya podía dirigir el esfuerzo militar.

### Fin de la primera guerra de los Barones

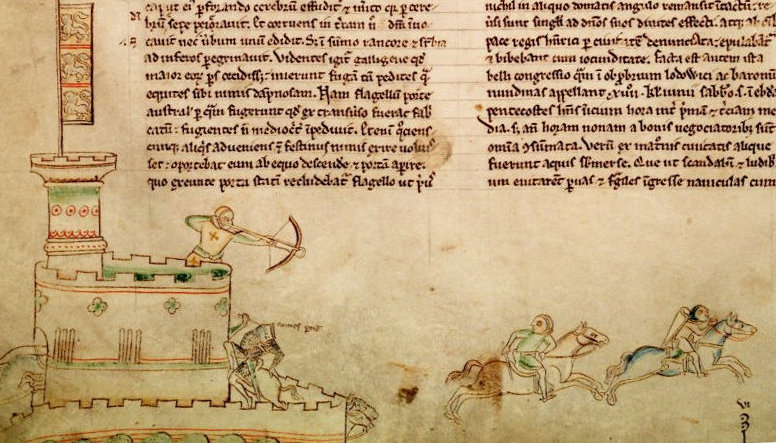
Batalla de Lincoln de 1217: se observa la muerte del conde de Perche (a la izquierda). Ilustración de Mateo de París.

La guerra no estaba yendo bien para los leales y el nuevo gobierno de regencia consideró incluso retirarse a Irlanda. Al príncipe Luis y los barones rebeldes también les resultaba difícil seguir avanzando. A pesar de que Luis controlaba la abadía de Westminster, no pudo ser coronado rey porque la Iglesia en Inglaterra y el papado respaldaban a Enrique. La muerte de Juan I había apaciguado algunas de las preocupaciones de los rebeldes, mientras los castillos reales aún resistían en las regiones ocupadas del país. En un intento por aprovechar esto, Enrique alentó a los barones rebeldes a retornar a su causa a cambio de la devolución de sus tierras y volvió a publicar una versión de la Carta Magna, aunque primero eliminó algunas de las cláusulas, como las´que desfavorecían al papado. La estrategia no tuvo éxito y la oposición al nuevo gobierno de Enrique se endureció.
En febrero, Luis zarpó hacia Francia para reunir refuerzos. En su ausencia, surgieron discusiones entre sus seguidores franceses e ingleses, mientras el cardenal Guala declaró que la guerra de Enrique contra los rebeldes era una cruzada religiosa. Esto resultó en una serie de deserciones del movimiento rebelde y el equilibrio del conflicto se inclinó a favor de Enrique. Luis regresó a fines de abril, revigorizó su campaña y separó sus tropas en dos grupos: envió uno al norte para asediar el castillo de Lincoln y retuvo el otro en el sur para capturar el castillo de Dover. Cuando se enteró de que Luis había separado su ejército, William Marshal apostó por derrotar a los rebeldes en una sola batalla. William marchó hacia el norte y atacó Lincoln el 20 de mayo; entró por una puerta lateral, tomó la ciudad en una secuencia de feroces batallas callejeras y saqueó los edificios. Capturó un gran número de rebeldes de alto rango y el historiador David Carpenter consideró que la batalla fue «una de las más decisivas en la historia de Inglaterra».

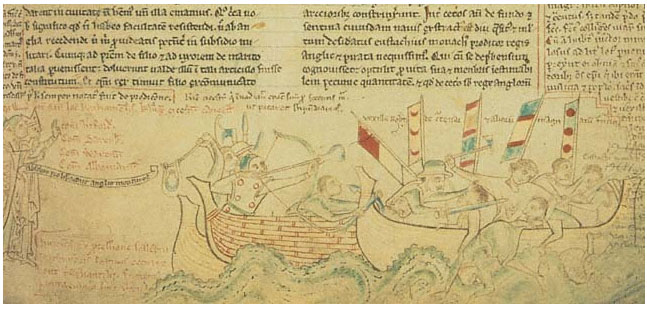
Batalla de Sandwich de 1217: se observa la captura del buque insignia francés y la ejecución de Eustaquio (a la derecha) y el apoyo de los obispos ingleses (a la izquierda). Ilustración de Mateo de París.

Después de Lincoln, la campaña realista se estancó y solo se reanudó a fines de junio, cuando los vencedores habían resuelto el rescate de sus prisioneros. Mientras tanto, el apoyo a la campaña de Luis disminuía en Francia y se llegó a la conclusión de que la guerra en Inglaterra estaba perdida. El príncipe francés negoció un acuerdo con el cardenal Guala, según el cual renunciaría a su pretensión al trono inglés; a cambio, a sus seguidores se les devolverían sus tierras, se levantaría cualquier sentencia de excomunión y el gobierno de Enrique se comprometería a hacer cumplir la Carta Magna. El acuerdo propuesto pronto comenzó a desmoronarse en medio de las afirmaciones de algunos leales de que era demasiado generoso con los rebeldes, particularmente con el clero que se había unido a la rebelión. En ausencia de un acuerdo, Luis permaneció en Londres con sus fuerzas restantes.
El 24 de agosto de 1217, llegó una flota francesa desde la costa de Sandwich, trayendo soldados de Luis, máquinas de asedio y suministros frescos. Hubert de Burgh, justiciar de Enrique, zarpó para interceptar a la armada francesa, lo que resultó en la batalla de Sandwich. La flota de De Burgh dispersó a los franceses y capturó su buque insignia, comandado por el mercenario Eustaquio, quien fue torturado y ejecutado sin compasión. Cuando las noticias llegaron a Luis, entró de nuevas en negociaciones de paz. Enrique, la reina madre Isabel, Luis, Guala y William llegaron a un acuerdo para el Tratado de Lambeth, también conocido como Tratado de Kingston, los días 12 y 13 de septiembre. El tratado era similar al primer ofrecimiento de paz, pero excluyó al clero rebelde, cuyas tierras y nombramientos permanecieron en suspenso. Luis aceptó un pago de 6.666 £ para salida su partida de Inglaterra y prometió convencer al rey Felipe II de que devolviera las tierras de Enrique en Francia. Luis abandonó Inglaterra según lo acordado y se unió a la cruzada albigense en el sur de Francia.

### Restauración de la autoridad real

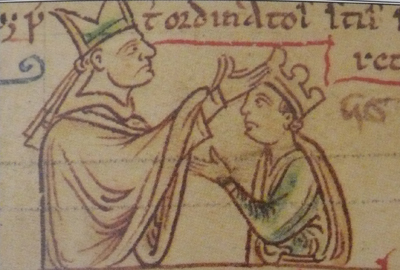
Segunda coronación de Enrique III en 1220. Ilustración de Mateo de París.

Con el fin de la guerra civil, el gobierno de Enrique se enfrentó a la tarea de reconstruir la autoridad real en gran parte del país. A fines de 1217, muchos exrebeldes ignoraban rutinariamente las instrucciones del gobierno central y hasta los partidarios leales de Enrique mantenían celosamente su control independiente sobre los castillos reales. Habían surgido en gran parte del país fortificaciones construidas ilegalmente, llamadas castillos adulterados. La red de gobernadores civiles del condado había colapsado, y con esta, la capacidad de aumentar los impuestos y recaudar los ingresos reales. El poderoso príncipe galés Llywelyn planteó una gran amenaza en Gales y en las Marcas Galesas.
A pesar de su victoria en la guerra, William tuvo mucho menos éxito en restaurar el poder real después de la paz. En parte, esto se debió a que William no pudo ofrecer un patronazgo significativo, a pesar de las expectativas de los barones leales de que serían recompensados. William intentó hacer valer los derechos tradicionales de la Corona para aprobar matrimonios y tutelas, pero con poco éxito. No obstante, William pudo reconstituir la magistratura real de jueces y reabrir el fisco real. El gobierno emitió la Carta Forestal, que intentó reformar la administración real de los bosques. La regencia y Llywelyn llegaron a un acuerdo con el Tratado de Worcester en 1218, pero sus términos generosos —Llywelyn se convirtió efectivamente en justiciar de Enrique en Gales— subrayaron la debilidad de la Corona inglesa.

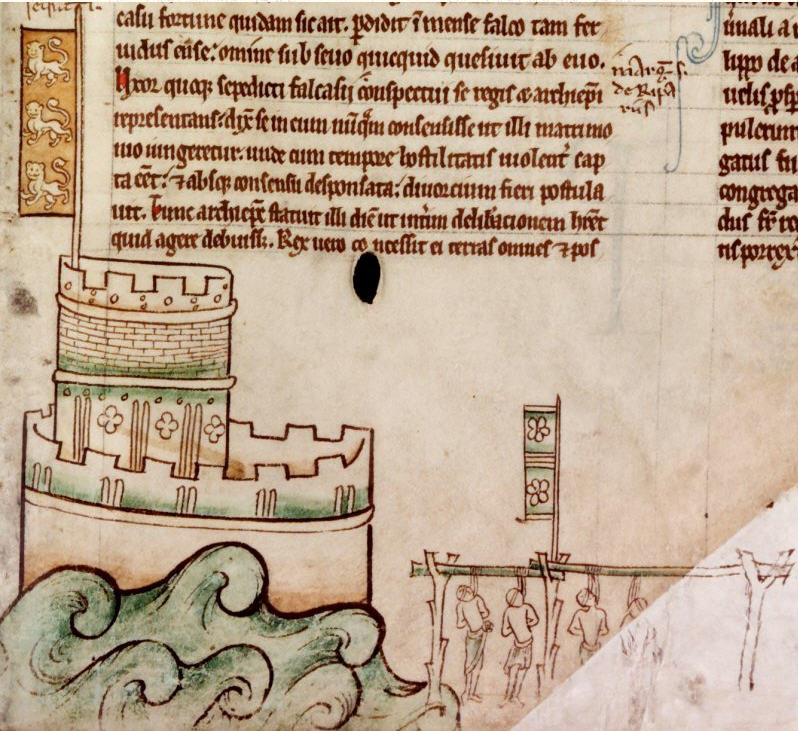
El castillo de Bedford y su guarnición ajusticiada en 1224. Ilustración de Mateo de París.

La madre de Enrique no pudo establecer un rol en el gobierno de regencia y regresó a Francia en 1217, se casó con Hugo X de Lusignan, un poderoso noble poitevino. William Marshal enfermó y falleció en abril de 1219. El reemplazo en el gobierno se formó alrededor de un grupo de tres ministros principales: Pandulfo, legado papal de reemplazo; Peter des Roches; Hubert de Burgh, antiguo justiciar. Los tres fueron nombrados por un gran congreso de la nobleza en Oxford; el gobierno llegó a depender de estos congresos para su autoridad. Hubert y Des Roches eran rivales políticos, con Hubert apoyado por una red de barones ingleses y Des Roches respaldado por nobles de los territorios reales en Poitou y Turena. Hubert cargó decisivamente contra Des Roches en 1221, le acusó de traición y le destituyó como guardián del rey inglés; el obispo salió de Inglaterra para las cruzadas. Pandulfo fue llamado por la Santa Sede el mismo año, lo que dejó a Hubert como el político dominante en el gobierno de Enrique.
Inicialmente, el nuevo gobierno tuvo poco éxito, pero, en 1220, la fortuna del gobierno de Enrique comenzó a mejorar. El Papa permitió que Enrique fuera coronado por segunda vez, ceremonia en la que estrenó un nuevo conjunto de insignias reales. La nueva coronación tenía la intención de afirmar la autoridad del rey inglés; Enrique prometió restaurar los poderes de la Corona y los barones juraron que devolverían los castillos reales y pagarían sus deudas a la Corona, bajo amenaza de excomunión. Acompañado por Enrique, Hubert se mudó a Gales para reprimir a Llywelyn en 1223; en Inglaterra sus tropas recuperaron constantemente los castillos de Enrique. El esfuerzo contra los barones reacios remanentes llegó a un punto crítico en 1224 con el asedio del castillo de Bedford, que Enrique y Hubert sitiaron durante ocho semanas; cuando finalmente cayó, casi toda la guarnición fue ejecutada.
Mientras tanto, Luis VIII de Francia se alió con Hugo X de Lusignan e invadió primero Poitou y después Gascuña. El ejército de Enrique en Poitou carecía de recursos y no contaba con el apoyo de los barones poitevinos, muchos de los cuales se habían sentido abandonados durante los años de minoría de Enrique; como resultado, la provincia rápidamente cayó. Quedó claro que Gascuña también caería a menos que se enviaran refuerzos desde Inglaterra. A principios de 1225 un gran congreso aprobó un impuesto de 40 000 £ para enviar un ejército, que rápidamente retomó Gascuña. A cambio de dar su apoyo a Enrique, los barones exigieron que el rey inglés volviera a promulgar la Carta Magna y la Carta Forestal. En esta ocasión, el rey inglés afirmó que esas cartas ya habían sido emitidas por su «voluntad espontánea y libre» y las confirmó con el sello real, con el que otorgó a la nueva Carta Magna y la Carta Forestal de 1225 mucha más autoridad que cualquier versión anterior. Los barones anticiparon que el rey inglés actuaría de acuerdo con estas cartas definitivas y estaría sujeto a la ley y moderado por el concilio de la nobleza.

## Consolidación

### Intento de invasión a Francia

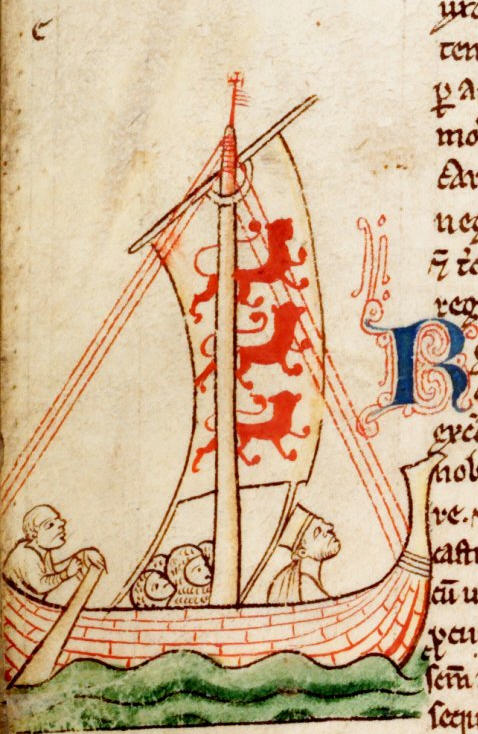
Enrique III viajando a Bretaña en 1230. Ilustración de Mateo de París.

Enrique asumió formalmente el control de su gobierno en enero de 1227, aunque algunos contemporáneos argumentaron que todavía era un menor legalmente hasta su 21.º cumpleaños el año siguiente. El rey inglés recompensó abundantemente a Hubert de Burgh por su servicio durante sus años de minoría, nombrándolo conde de Kent y dándole tierras extensas en Inglaterra y Gales. A pesar de la mayoría de edad, Enrique se mantuvo fuertemente influenciado por sus asesores durante los primeros años de su reinado y retuvo a Hubert como su justiciar vitalicio para dirigir el gobierno.
El destino de las tierras familiares de Enrique en Francia aún era incierto. La recuperación de estos territorios era extremadamente importante para él, ya que utilizó términos como «reclamar su herencia», «restaurar sus derechos» y «defender sus reclamos legales» sobre las tierras en correspondencia diplomática. Los reyes franceses tenían una ventaja financiera creciente y, por ende, militar sobre Enrique. Incluso durante el reinado de Juan I, la Corona francesa había disfrutado de una ventaja considerable, aunque no abrumadora, en recursos, pero, a partir de entonces, la balanza se había desplazado mucho más, con el ingreso ordinario anual de los reyes franceses casi duplicándose entre 1204 y 1221.
Luis VIII murió en 1226 y dejó a su hijo Luis IX (de 12 años) como heredero al trono, asistido por un gobierno de regencia. El joven rey francés estaba en una posición mucho más débil que su padre y enfrentó la oposición de muchos de los nobles franceses que aún mantenían sus lazos con Inglaterra, lo que provocó una serie de revueltas en ese país. En este contexto, a fines de 1228, un grupo de rebeldes normandos y angevinos importante invitaron a Enrique a invadir y reclamar su herencia; Pedro de Dreux, duque de Bretaña, se rebeló contra Luis IX y rindió homenaje a Enrique.
Los preparativos del rey inglés para una invasión progresaron lentamente y, cuando finalmente llegó a Bretaña con un ejército en mayo de 1230, la campaña no se desarrolló como esperaba. Posiblemente siguiendo el consejo de Hubert, Enrique decidió evitar la batalla con los franceses al no invadir Normandía y en su lugar marchó hacia el sur en dirección a Poitou, donde realizó una campaña ineficaz durante el verano, antes de finalmente progresar con seguridad en Gascuña. Hizo una tregua con Luis IX hasta 1234 y regresó a Inglaterra sin haber logrado nada; el historiador Huw Ridgeway describió la expedición como un «costoso fiasco».

### Rebelión de Richard Marshal
El primer ministro de Henry, Hubert de Burgh, cayó del poder en 1232. Su antiguo rival, Peter des Roches, regresó a Inglaterra de las cruzadas en agosto de 1231 y se alió con el creciente número de opositores políticos de Hubert. Presentó el caso a Enrique de que el justiciar había malgastado fondos reales y tierras y era responsable de una serie de disturbios contra clérigos extranjeros. Hubert se refugió en la capilla del Merton College, pero Enrique ordenó su arresto y encierro en la Torre de Londres. Des Roches se hizo cargo del gobierno del rey inglés, con el respaldo por la facción baronesa poitevina en Inglaterra, que vio esto como una oportunidad para recuperar las tierras que habían perdido ante los seguidores de Hubert en décadas anteriores.
Des Roches usó esta nueva autoridad para comenzar a despojar a sus oponentes de sus propiedades, eludiendo los tribunales y el proceso legal. Crecieron las quejas de poderosos barones como las del hijo de William Marshal, Richard, y argumentaron que Enrique no estaba protegiendo sus derechos legales como se describía en las cartas de 1225. Estalló una nueva guerra civil entre Des Roches y los seguidores de Richard. Des Roches desplegó ejércitos a las tierras de Richard en Irlanda y el sur de Gales. En respuesta, Richard se alió con el príncipe Llywelyn y sus propios seguidores se rebelaron en Inglaterra. Enrique no obtuvo una clara ventaja militar y le preocupaba que Luis IX pudiera aprovechar esto para invadir Bretaña, donde la tregua estaba a punto de expirar, mientras él se distraía en su país.
Edmund Rich, arzobispo de Canterbury, intervino en 1234 y celebró varios grandes concilios, en lo que recomendó al rey inglés a que aprobara el despido de Des Roches. Enrique accedió a hacer las paces, pero, antes de que las negociaciones se completaran, Richard murió de heridas sufridas en la batalla y dejó a su hermano menor, Gilbert, heredando sus tierras. El acuerdo final se confirmó en mayo y Enrique fue ampliamente elogiado por su humildad al someterse a una paz un poco embarazosa. Mientras tanto, la tregua con Francia en Bretaña finalmente caducó y su aliado Pedro de Dreux estuvo bajo una nueva presión militar. Enrique solo podía enviar una pequeña fuerza de soldados para ayudar, por lo que Bretaña volvió a manos de Luis IX en noviembre. Durante los siguientes 24 años, Enrique gobernó personalmente el reino, ya no a través de ministros de alto rango.

## Gobierno

### Realeza, administración y ley

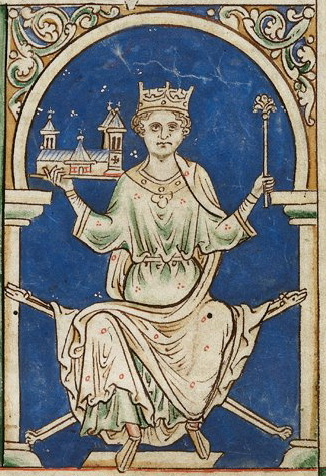
Ataviado con sus vestiduras reales en una miniatura de Historia Anglorum por Mateo de París (c.).

El gobierno real en Inglaterra se había centrado tradicionalmente en varias oficinas de Estado, ocupadas por miembros poderosos e independientes de la baronía. Enrique abandonó esta política, ya que dejaba vacante el puesto de justiciar y convirtiendo el puesto de canciller en un cargo más inferior en rango. Se formó un pequeño consejo real, pero su rol estaba mal definido; los nombramientos, el patronazgo y la política eran decididos personalmente por el rey inglés y sus asesores inmediatos, ya no a través de los concilios más grandes que habían marcado sus primeros años. Los cambios hicieron que fuera mucho más difícil para aquellos fuera del círculo interno de Enrique influir en la política o buscar reclamos legítimos, particularmente contra los amigos del rey inglés.
Enrique creía que los reyes debían gobernar Inglaterra de manera digna y rodeados de ceremonias y rituales eclesiásticos. Pensaba que sus predecesores habían permitido que el estatus de la Corona disminuya y trató de corregir esto durante su reinado. Los acontecimientos de la guerra civil en su juventud afectaron profundamente al rey inglés, por lo que adoptó a Eduardo «el Confesor» como su santo patrón, con la esperanza de emular la forma en que el rey anglosajón llevó la paz a Inglaterra y reunió a su pueblo en orden y armonía. Enrique trató de usar su autoridad real con indulgencia, con la esperanza de apaciguar a los barones más hostiles y mantener la paz en Inglaterra.
Como resultado, a pesar de un énfasis simbólico en el poder real, el gobierno de Enrique fue relativamente circunscrito y constitucional. En general, actuaba dentro de los términos de las cartas, lo que impidió que la Corona tomara medidas extrajudiciales contra los barones, como las multas y expropiaciones que habían sido comunes durante el reinado de Juan I. Las cartas no abordaban problemas delicados como el nombramiento de consejeros reales y la distribución del patronazgo; además, carecían de cualquier medio de aplicación si el rey inglés decidía ignorarlos. El gobierno de Enrique se tornó laxo y descuidado, lo que provocó una reducción de la autoridad real en las provincias y, en última instancia, el colapso de su autoridad en la corte. La inconsistencia con la que aplicaron las cartas en el trascurso de su reinado enajenó a muchos barones, incluso aquellos dentro de su propia facción.

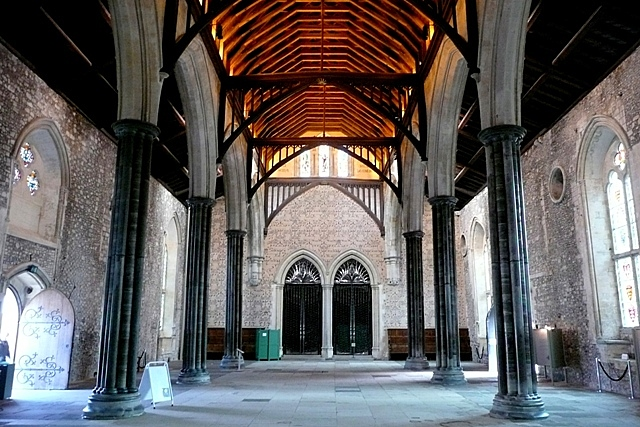
Gran salón del castillo de Winchester, construido por Enrique III.

El término «parlamento» apareció por primera vez en los años 1230 y 1240 para describir grandes reuniones de la corte real y se celebraban periódicamente las reuniones parlamentarias durante el reinado de Enrique. Se emplearon para acordar el aumento de impuestos que, en el siglo XIII, eran gravámenes únicos y sencillos, habitualmente sobre bienes muebles, destinados a apoyar los ingresos normales del rey inglés para proyectos particulares. Durante el reinado de Enrique los condados comenzaron a enviar delegaciones regulares a estos parlamentos y llegaron a representar un segmento más amplio de la comunidad que simplemente los principales barones.
A pesar de las diversas cartas, la disposición de la justicia real era inconsistente e impulsada por las necesidades de la política inmediata: a veces se tomaban medidas para abordar una queja legítima del barón; en otras ocasiones, el problema era simplemente ignorado. Los eyre o tribunales de circuito que recorrían el país para impartir justicia a nivel local —generalmente para los barones de menor rango y la nobleza que reclamaban agravios contra los señores de mayor rango— tenían poco poder, lo que permitía que los barones principales dominaran el sistema de justicia local. El poder de los gobernadores civiles reales también disminuyó durante el reinado de Enrique. En ese momento eran unos cuantos hombres nombrados por el fisco —en lugar de provenir de importantes familias locales— y se concentraron en generar ingresos para el rey inglés. Sus vigorosos intentos de imponer multas y cobrar deudas generaron gran impopularidad entre las clases bajas. A diferencia de su padre, Enrique no explotó las grandes deudas que los barones frecuentemente debían a la Corona y tardó en cobrar cualquier suma de dinero que se le adeudara.

### Corte real

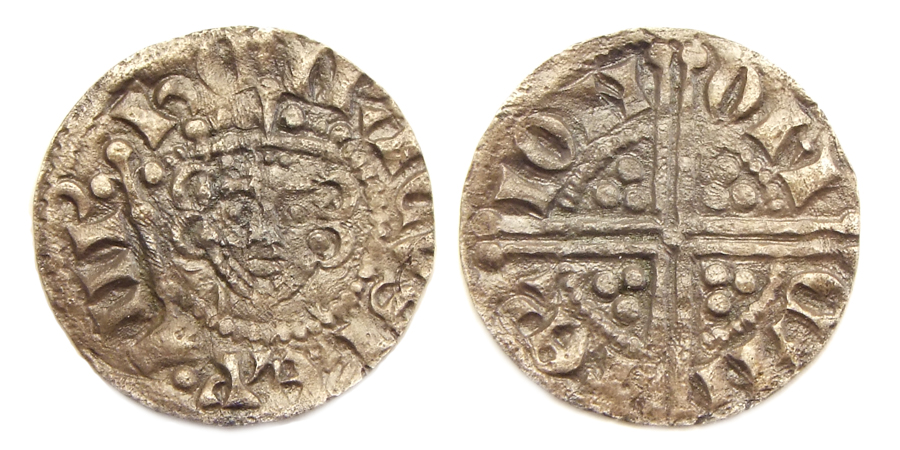
Un penique de cruz larga, mostrando la cabeza del rey inglés.

La corte real era conformada por sus amigos de confianza, como Richard de Clare, los hermanos Hugh y Roger Bigod, Humphrey de Bohun y el hermano de Enrique, Ricardo. Enrique quería emplear su corte para unir sus súbditos ingleses y continentales, por lo que incorporó a Simón de Montfort, originalmente un caballero francés que se había casado con la hermana de Enrique, Leonor, y se había convertido en el conde de Leicester, aparte de la afluencia tardía de sus parientes saboyano y lusiñanos. La corte siguió los estilos y tradiciones europeas y estuvo muy influenciada por las tradiciones familiares angevinas de Enrique: el francés era el idioma hablado, tenía vínculos estrechos con las cortes reales de Francia, Castilla, el Sacro Imperio Romano Germánico y Sicilia; el rey inglés patrocinaba tanto a escritores como a otros gobernantes europeos.
Viajó menos que los reyes predecesores, en busca de una vida tranquila y más sedentaria y de permanecer en cada uno de sus palacios durante períodos prolongados antes de continuar. Posiblemente como resultado de esto, centró más atención en sus palacios y residencias; Enrique fue, según el historiador de arquitectura John Goodall, «el patrón más obsesionado del arte y la arquitectura que haya ocupado el trono de Inglaterra». Enrique extendió el complejo real en Westminster en Londres —una de sus residencias favoritas— y reconstruyó el palacio y la abadía a un costo de casi 55 000 £. Pasó más tiempo en Westminster que cualquiera de sus predecesores, dando lugar al formación de la capital de Inglaterra.
Gastó 58 000 £ en sus castillos reales y llevó a cabo obras importantes en la Torre de Londres, Lincoln y Dover. Tanto las defensas militares como el alojamiento interno de estos castillos fueron mejorados significativamente. En Windsor, una gran reparación del castillo produjo un espléndido complejo palaciego, cuyo estilo y detalle inspiraron muchos diseños posteriores en Inglaterra y Gales. Se extendió la Torre de Londres para formar una fortaleza concéntrica con amplias viviendas, aunque Enrique usó principalmente la fortaleza como refugio seguro en caso de guerra o conflicto civil. El rey inglés también tenía una casa de fieras en la Torre —una tradición iniciada por su padre— y entre sus especímenes exóticos había un elefante, un leopardo y un camello.
Reformó el sistema de monedas de plata en Inglaterra en 1247 y remplazó los antiguos centavos de plata de cruz corta con un nuevo diseño de cruz larga. Debido a los costos iniciales de la transición, Enrique requirió la ayuda financiera de su hermano Ricardo para llevar a cabo esta reforma, por lo que la nueva acuñación se produjo de manera rápida y eficiente. Entre 1243 y 1258, el rey inglés reunió dos grandes provisiones o reservas de oro. En 1257, necesitaba agotar urgentemente el segundo de estos tesoros y, en lugar de vender el oro rápidamente y debilitar su valor, decidió introducir centavos de oro en Inglaterra, siguiendo la tendencia popular en Italia. Los centavos de oro se parecían a las monedas de oro emitidas por Eduardo «el Confesor», pero la dinero sobrevaluado suscitó protestas de los ciudadanos de Londres y finalmente esta acuñación fue abandonada.

### Religión

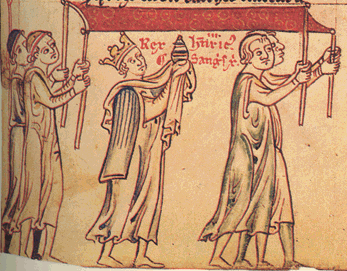
Enrique III cargando la reliquia de la Santa Sangre hacia Westminster en 1247. Ilustración de Mateo de París.

Enrique era conocido por sus demostraciones públicas de piedad y aparentemente era genuinamente devoto. Promovió ceremonias eclesiásticas lujosas e, inusualmente durante este período, asistió a la misa al menos una vez al día. Daba generosamente a las causas religiosas, pagó diariamente la alimentación de 500 mendigos y ayudaba a los huérfanos. Ayunó antes de conmemorar las fiestas de Eduardo «el Confesor» y pudo haber lavado los pies a los leprosos. Enrique regularmente iba de peregrinación, particularmente a las abadías de Bromholm, St Albans y el priorato de Walsingham, aunque aparentemente usó las peregrinaciones como excusa para evitar lidiar con problemas políticos apremiantes.
Compartía muchos de sus puntos de vista religiosos con Luis IX de Francia y ambos parecen haber sido ligeramente competitivos en su piedad. Hacia el final de su reinado, Enrique probablemente adoptó la práctica de curar a los que sufrían de escrófula —frecuentemente llamada «el mal del rey»— tocándolos, posiblemente emulando a Luis IX, quien también asumió la práctica. Luis IX tenía una famosa colección de reliquias de la Pasión que almacenó en Sainte-Chapelle, en la que exhibía la Vera Cruz por París en 1241; Enrique tomó posesión de la reliquia de la Santa Sangre en 1247, recorriendo con esta por Westminster hasta instalarla en la abadía de Westminster y la promovió como alternativa a la Sainte-Chapelle.
También era particularmente favorable a las órdenes mendicantes; sus confesores provenían de los frailes dominicos, construyó hogares mendicantes en Canterbury, Norwich, Oxford, Reading y York y ayudó a encontrar valiosos espacios para nuevos edificios con los que ya estaban en pueblos y ciudades. Apoyó las órdenes militares de las cruzadas y se convirtió en un patrocinador de la Orden Teutónica en 1235. Las universidades emergentes de Oxford y Cambridge también recibieron su atención: Enrique reforzó y reglamentó sus autoridades y alentó a los académicos a emigrar de París para enseñarles. El rey inglés declaró que una institución rival en Northampton era simplemente una escuela y no una verdadera universidad.
El apoyo dado a Enrique por el papado durante sus primeros años tuvo una influencia duradera en su actitud hacia la Santa Sede, ya defendió a la Iglesia católica diligentemente durante su reinado. En el siglo XIII, Roma era su vez el centro de la Iglesia católica en Europa y un poder político en el centro de Italia, amenazado militarmente por el Sacro Imperio Romano Germánico. Durante el reinado de Enrique, el papado desarrolló una burocracia fuerte y centralizada, con el respaldo de los beneficios otorgados a los eclesiásticos ausentes que trabajaban en Roma. Las tensiones crecieron entre esta práctica y las necesidades de los parroquianos locales, ejemplificado por la disputa entre Roberto Grosseteste, obispo de Lincoln, y el papado en 1250. Aunque la Iglesia en Escocia se volvió más independiente de la de Inglaterra durante este período, los legados papales ayudaron a Enrique a continuar aplicando influencia sobre sus actividades a distancia. Los intentos del papa Inocencio IV de recaudar fondos comenzaron a enfrentar la oposición dentro de la Iglesia en Escocia durante el reinado de Enrique. En 1240, la recaudación de impuestos del emisario papal para costear la guerra del papado contra el emperador teutón Federico II resultó en protestas, pero finalmente fueron superadas con la ayuda de Enrique y el papa y, en los años 1250, los diezmos de los cruzados de Enrique enfrentaron una resistencia similar.

### Políticas sobre los judíos
Los judíos en Inglaterra se consideraban propiedad de la Corona y tradicionalmente se habían utilizado como fuente de préstamos baratos y tributación fácil, a cambio de la protección real contra el antisemitismo. Los judíos habían sufrido una opresión considerable durante la primera guerra de los Barones, pero durante los primeros años de Enrique la comunidad había florecido y se había convertido en una de las más prósperas de Europa. Esto fue principalmente el resultado de la postura adoptada por el gobierno de la regencia, que tomó una serie de medidas para proteger a los judíos y alentar los préstamos. También fue impulsado por el propio interés financiero, ya que los barones se beneficiaron considerablemente de una fuerte comunidad judía en Inglaterra. Su política iba en contra de las instrucciones que enviaba el romano pontífice, que había establecido duras medidas antijudías en el cuarto Concilio de Letrán en 1215; William Marshal continuó con su política a pesar de las quejas de la Iglesia católica.
En 1239, Enrique introdujo diferentes políticas, posiblemente tratando de imitar a las de Luis IX de Francia: los líderes judíos de Inglaterra fueron apresados, y obligados a pagar multas equivalentes a un tercio de sus bienes, mientras los préstamos pendientes debían eximirse. Siguieron grandes demandas de dinero en efectivo —por ejemplo, se exigieron £ 40 000 en 1244, de los cuales alrededor de dos tercios se recaudaron en cinco años— que destruyeron la capacidad de la comunidad judía de prestar dinero comercialmente. La presión financiera que Enrique ejerció sobre los judíos forzó el rembolso de los préstamos, lo que alimentó el resentimiento antijudío. Una queja particular entre propietarios más pequeños, como los caballeros, era la venta de bonos judíos, que eran comprados y utilizados por barones muy ricos y miembros del círculo real de Enrique como medio para adquirir tierras de propietarios de tierras menores, mediante incumplimientos de pago.
Enrique construyó la Domus Conversorum («Hogar de Conversos») en Londres en 1232 para ayudar a convertir a los judíos al cristianismo y los esfuerzos se intensificaron después de 1239. Hasta el 10 % de los judíos en Inglaterra fueron forzados a convertirse a finales de los años 1250, en gran parte debido al deterioro de sus condiciones económicas. En los años 1230-1250, circularon muchas historias antisemitas que involucran rumores de sacrificios de niños, como la leyenda del «pequeño santo Hugh de Lincoln» en 1255. El evento se consideró particularmente significativo, ya que era la primera acusación de ese tipo refrendada por la Corona. Enrique intervino para ordenar la ejecución de un tal Copin —quien había confesado el asesinato a cambio de su vida— y retiró a 91 judíos al Torre de Londres. 18 fueron ejecutados y sus propiedades expropiadas por la Corona. En ese momento, los judíos fueron hipotecados por Ricardo de Cornualles, quien intervino para liberarlos y que no fueron ejecutados, probablemente también con el respaldo de frailes dominicos o franciscanos.
El rey inglés aprobó el Estatuto de Juderías en 1253, que intentó detener la construcción de sinagogas y hacer cumplir el uso de distintivos identificadores, de acuerdo con los pronunciamientos existentes de la Iglesia católica; no está claro en qué medida Enrique implementó el estatuto. Para 1258, las políticas de Enrique sobre los judíos se consideraban confusas y cada vez más impopulares entre los barones. En conjunto, las políticas del rey inglés hasta 1258 de excesiva tributación sobre los judíos, legislación antijudía y propaganda causaron un cambio muy importante y negativo.

## Autoridad directa

### Matrimonio

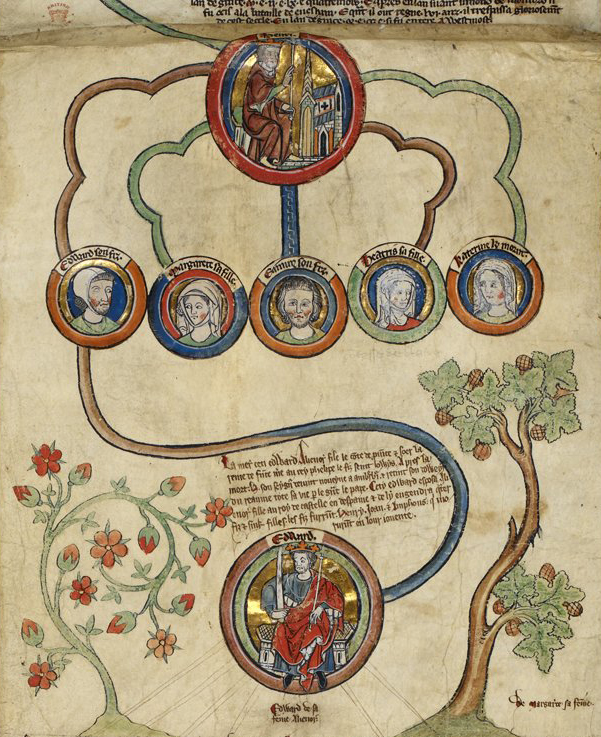
Antigua genealogía que muestra a Enrique III (arriba) y sus hijos (de izquierda a derecha) Eduardo, Margarita, Beatriz, Edmundo y Catalina (c. 1300-1308).

Enrique investigó una serie de posibles parejas matrimoniales en su juventud, pero todas demostraron ser inadecuadas por razones de política interna y europea. En 1236 finalmente se casó con Leonor de Provenza, hija de Ramón Berenguer, conde de Provenza, y Beatriz de Saboya. Leonor sabía buenos modales, era culta y elocuente, pero la razón principal del matrimonio era político, ya que Enrique trató de crear un valioso conjunto de alianzas con los gobernantes del sur y sudeste de Francia. En los años venideros, Leonor surgió como una pieza política dura y firme. Los historiadores Margaret Howell y David Carpenter la describieron como «más combativa» y «mucho más rígida y más decidida» que su marido.
El contrato de matrimonio fue confirmado en 1235 y Leonor viajó a Inglaterra para encontrarse con Enrique por primera vez. La pareja se casó en la catedral de Canterbury en enero de 1236 y ella fue coronada reina en Westminster poco después en una opulenta ceremonia planeada por Enrique. Había una gran diferencia de edad entre la pareja: Enrique tenía 28 años, mientras Leonor solo 12 años, pero la historiadora Margaret Howell observó que el rey «fue generoso y cordial y se preparó para prodigar cariño y afecto a su esposa». Enrique dio costosos obsequios a su nueva esposa y le prestó atención personal para establecer y equipar su casa. También la atrajo completamente a su vida religiosa, como su participación en la devoción a Eduardo «el Confesor».
A pesar de las preocupaciones iniciales de que la reina podría ser estéril, Enrique y Leonor tuvieron cinco hijos juntos. En 1239, Leonor dio a luz a su primer hijo, Eduardo, llamado así por antiguo rey anglosajón. Enrique se llenó de alegría y organizó grandes celebraciones, donó grandes sumas de dinero a la Iglesia católica y a los pobres para clamar a Dios que protegiera a su hijo pequeño. Su primera hija, Margarita, que llevaba el nombre de una hermana de Leonor, siguió en 1240 y su nacimiento también estuvo acompañado de celebraciones y donaciones a los pobres. Su tercer hijo, Beatriz, recibió su nombre de suegra de Enrique y nació en 1242 durante una campaña en Poitou. Su cuarto hijo, Edmundo, nació en 1245 y recibió su nombre de un santo del siglo IX: preocupado por la salud de Leonor, Enrique donó sumas cantidades de dinero a la Iglesia católica durante el embarazo. Una tercera hija, Catalina, nació en 1253 pero pronto cayó enferma, posiblemente como resultado de una enfermedad degenerativa —como el síndrome de Rett— y no podía hablar. Murió en 1257 y su padre estaba angustiado. Los hijos de Enrique pasaron la mayor parte de su infancia en el castillo de Windsor y aparentemente fue muy unido a ellos, ya que rara vez pasaba largos períodos de tiempo separados de su familia.
Después del matrimonio de Leonor, muchos de sus parientes de Saboya llegaron a acompañarla en Inglaterra. Al menos 170 saboyanos arribaron a Inglaterra después de 1236 provenientes de Saboya, Borgoña y Flandes, como los tíos de Leonor: Bonifacio se convirtió en arzobispo de Canterbury, mientras Guillermo fue el principal consejero de Enrique durante un breve período. El rey inglés arregló matrimonios para muchos de ellos entre la nobleza inglesa, una práctica que inicialmente causó fricciones con los barones ingleses, quienes se resistían a que las propiedades de los terratenientes pasasen a manos de extranjeros. Los saboyanos tuvieron cuidado de no exacerbar la situación, se integraron cada vez más en la sociedad inglesa de barones y formaron una importante base de poder para Leonor en Inglaterra.

### Poitou y los lusiñanos

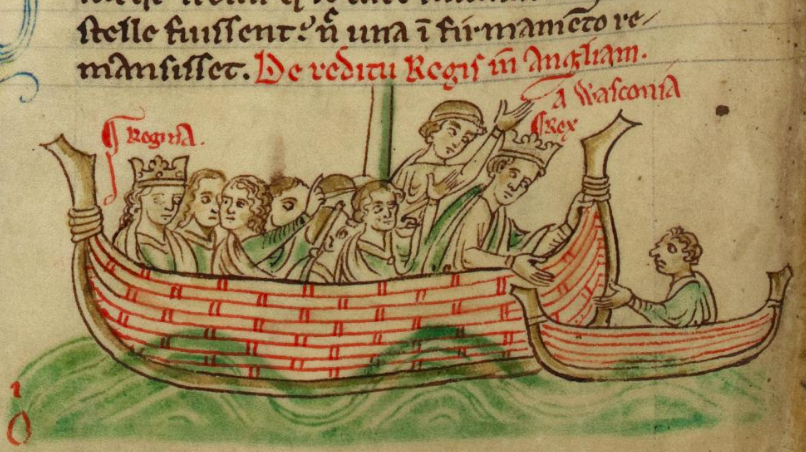
Leonor de Provenza (a la izquierda) y Enrique III regresando a Inglaterra desde Poitou en 1243. Ilustración de Mateo de París.

En 1241, los barones de Poitou, entre estos el padrastro de Enrique, Hugo X de Lusignan, se rebelaron contra el gobierno de Luis IX de Francia. Los rebeldes contaban con la ayuda de Enrique, pero el rey inglés carecía de apoyo interno y tardó en movilizar un ejército, que llegó a Francia hasta el siguiente verano. La campaña de Enrique fue vacilante y estuvo en peligro porque Hugo X cambió de bando y volvió a apoyar a Luis IX. El 20 de mayo, el ejército de Enrique fue rodeado por los franceses en Taillebourg; su hermano Ricardo convenció a los franceses a que retrasaran su ataque y el rey inglés aprovechó la oportunidad para escapar a Burdeos. Simón de Montfort, quien defendió con éxito la retaguardia durante la retirada, estaba furioso por la incompetencia del rey inglés y dijo a Enrique que debería ser encerrado como el rey carolingio del siglo X, Carlos III. La rebelión de Poitou colapsó y Enrique acordó una nueva tregua de cinco años; su campaña había sido un fracaso y le había costado más de £ 80 000.
A causa de esta revuelta, el dominio francés se extendió por Poitou, lo que amenazaba los intereses de la familia Lusignan. En 1247, Enrique invitó a sus parientes a viajar a Inglaterra, donde fueron recompensados con extensas propiedades, en gran parte a expensas de los barones ingleses. Llegaron muchos poitevinos hasta que alrededor de 100 se habían establecido en Inglaterra y Enrique concedió a casi dos tercios de ellos ingresos sustanciales por valor de £ 66 o más. Enrique animó a algunos a ayudarlo en el continente; unos actuaban como mercenarios y agentes diplomáticos y otros combatieron en nombre de Enrique en campañas europeas. A muchos se les otorgaron propiedades a lo largo de las disputadas Marcas Galesas o en Irlanda, donde protegían las fronteras. Para Enrique, la comunidad era un símbolo importante de sus esperanzas de algún día reconquistar Poitou y el resto de sus tierras francesas; muchos de los lusiñanos se hicieron amigos cercanos de su hijo Eduardo.
La presencia de su familia en Inglaterra resultó controvertida. Las preocupaciones se intensificaron por cronistas contemporáneos, especialmente en las obras de Roger de Wendover y Mateo de París, sobre el número de extranjeros en Inglaterra; el historiador Martin Aurell señaló los matices xenófobos de sus comentarios. El término «poitevinos» se aplicó de manera general a esta agrupación, aunque muchos provenían de Anjou y otras partes de Francia y, en los años 1250, hubo una rivalidad feroz entre los saboyanos relativamente bien establecidos y los recién llegados poitevinos. Los lusiñanos comenzaron a infringir la ley con impunidad y provocaron agravios personales contra otros barones y los saboyanos; Enrique tomó poca o ninguna acción para evitarlo. Para 1258, la aversión general hacia los poitevinos se había convertido en odio y Simón de Montfort era uno de sus críticos más duros.

### Escocia, Gales e Irlanda
Su situación en Gales se fortaleció durante las primeras dos décadas de su reinado personal. Después de la muerte del príncipe Llywelyn el Grande en 1240, el poder de Enrique en Gales se expandió. Se lanzaron tres campañas militares en los años 1240, se construyeron nuevos castillos y se ampliaron las tierras reales en el condado de Chester, lo que aumentó el dominio de Enrique sobre los príncipes galeses. Dafydd, hijo de Llywelyn, resistió las incursiones, pero murió en 1246; Enrique firmó el Tratado de Woodstock al año siguiente con Owain y Llywelyn ap Gruffydd, nietos del príncipe Llywelyn, quienes según las condiciones cedieron el territorio al rey inglés, pero conservaron el núcleo de su principado en Gwynedd. En el sur de Gales, Enrique extendió gradualmente su autoridad por la región, pero las campañas no se desarrollaron como se esperaba y el rey inglés hizo poco para evitar que los territorios de las Marcas Galesas a lo largo de la frontera fueran cada vez más independientes de la Corona. En 1256, Llywelyn ap Gruffudd se rebeló contra Enrique y la violencia generalizada se extendió por Gales; el rey inglés prometió una respuesta militar rápida pero no cumplió sus amenazas.
Irlanda era importante para Enrique, tanto como fuente de ingresos reales —un promedio de £ 1150 era enviado anualmente de Irlanda a la Corona en la mitad de su reinado— y como una fuente de propiedades que podrían ser otorgadas a sus partidarios. Los principales terratenientes expandían sus tierras hacia el este en dirección a la corte de Enrique en busca de liderazgo político y muchos también poseían propiedades en Gales e Inglaterra. Los años 1240 hubo gran incertidumbre por la propiedad de la tierra cuando alguno de los barones moría, lo que permitió a Enrique redistribuir las tierras irlandesas entre sus partidarios. En los años 1250, el rey inglés repartió numerosas concesiones de tierra a lo largo de la frontera con Irlanda a sus partidarios, lo que creó una zona de defensa contra los nativos irlandeses; los reyes irlandeses locales empezaron a sufrir un mayor acoso a medida que el poder inglés aumentaba en la región. Estas tierras en muchos casos no eran rentables para los barones y el dominio inglés alcanzó su cenit con el reinado de Enrique durante el período medieval. En 1254, Enrique concedió Irlanda a su hijo Eduardo, con la condición de que nunca fuera separada de la Corona inglesa.
Enrique mantuvo la paz con Escocia durante su reinado, donde era además el señor feudal de Alejandro II. Supuso que tenía el derecho de interferir en los asuntos escoceses y sacaba a relucir el tema de su autoridad sobre los reyes escoceses en momentos clave, pero carecía de la disposición o los recursos para hacer mucho más. Alejandro II había ocupado regiones del norte de Inglaterra durante la primera guerra de los Barones, pero había sido excomulgado y obligado a retirarse; se casó con la hermana de Enrique, Juana, en 1221 y, después de que él y el rey inglés firmaron el Tratado de York en 1237, Inglaterra tenía una frontera segura en el norte. Enrique nombró a Alejandro III antes de que el joven monarca se casara con la hija de Enrique, Margarita, en 1251 y, a pesar de la negativa de Alejandro III a rendir homenaje a Enrique por el bien de Escocia, ambos disfrutaron de una buena relación. Enrique ordenó el rescate de Alejandro III y Margarita del castillo de Edimburgo cuando fueron apresados allí por un barón escocés rebelde en 1255 y se tomaron medidas adicionales para administrar el gobierno de Alejandro III durante el resto de sus años de minoría.

### Estrategia europea

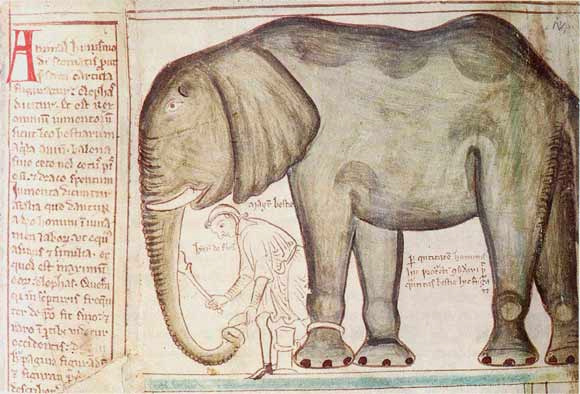
El elefante del rey inglés, un obsequio de Luis IX de Francia. Ilustración de Mateo de París.

Enrique no tuvo más oportunidades de reconquistar sus posesiones en Francia después del colapso de su campaña militar en Taillebourg. Sus recursos eran bastante limitados en comparación con los de la Corona francesa y, para finales de los años 1240, estaba claro que el rey Luis IX se había vuelto el gobernante preeminente en Francia. En cambio, Enrique adoptó lo que el historiador Michael Clanchy describió como una «estrategia europea», en la que intentó recuperar sus tierras en Francia mediante la diplomacia en lugar de la fuerza y forjó alianzas con otros Estados dispuestos a presionar militarmente al rey francés. En particular, Enrique desarrolló una amistad con Federico II con la esperanza que se enfrentara a Luis IX o permitiera que su nobleza se uniera a las campañas de Enrique. En el proceso, la atención del rey inglés se centró cada vez más en la política y los acontecimientos europeos más que en los asuntos internos.
La cruzada era una causa popular en el siglo XIII y, en 1248, Luis IX se unió a la nefasta séptima cruzada, después de haber hecho una nueva tregua con Inglaterra y recibió garantías del romano pontífice de que protegería sus tierras contra cualquier ataque de Enrique. Es posible que Enrique también haya intentado unirse a esta cruzada, pero la rivalidad entre ambos reyes lo hizo imposible y, después de la derrota de Luis IX en la batalla de El Mansurá en 1250, anunció que emprendería su propia cruzada al Levante. El rey inglés comenzó a hacer arreglos para la travesía con gobernantes amistosos cerca del Levante, impuso ahorros eficaces en la casa real y organizó barcos y transporte: aparentemente estaban demasiado ansioso por participar. Los planes de Enrique reflejaban sus fuertes creencias religiosas, pero también le dieron credibilidad internacional adicional cuando se trataba de la devolución de sus posesiones en Francia.
La cruzada de Enrique nunca ocurrió, ya que se vio forzado a lidiar con problemas en Gascuña, donde la rígida política del teniente del rey, Simón V de Montfort, había provocado un violento levantamiento en 1252, que era apoyado por el rey Alfonso X de la vecina Castilla. La corte inglesa se repartió el problema: Simón y Leonor opinaban que los gascones era culpables de la crisis, mientras que Enrique, apoyado por los lusiñanos, culpó a Simón de su juicio erróneo. Enrique y Leonor se pelearon por este asunto y no se reconciliaron hasta el año siguiente. Obligado a intervenir personalmente, Enrique llevó a cabo una campaña efectiva, aunque costosa, con la ayuda de los lusiñanos y estabilizó la provincia. Alfonso X firmó un tratado de alianza en 1254 y Gascuña fue entregada al hijo del rey inglés, Eduardo, quien se casó con la hermanastra del monarca castellano, Leonor, lo que forjó una paz duradera con Castilla.
En el camino de vuelta de Gascuña, Enrique se entrevistó por primera vez con Luis IX por un acuerdo negociado por sus esposas y, en ese momento, ambos reyes se hicieron buenos amigos. La campaña gascona costó más de £ 200 000 y agotó los fondos destinados a la cruzada de Enrique; esto lo dejó considerablemente endeudado y dependiendo de los préstamos de su hermano Ricardo y los lusiñanos.

### La cuestión siciliana

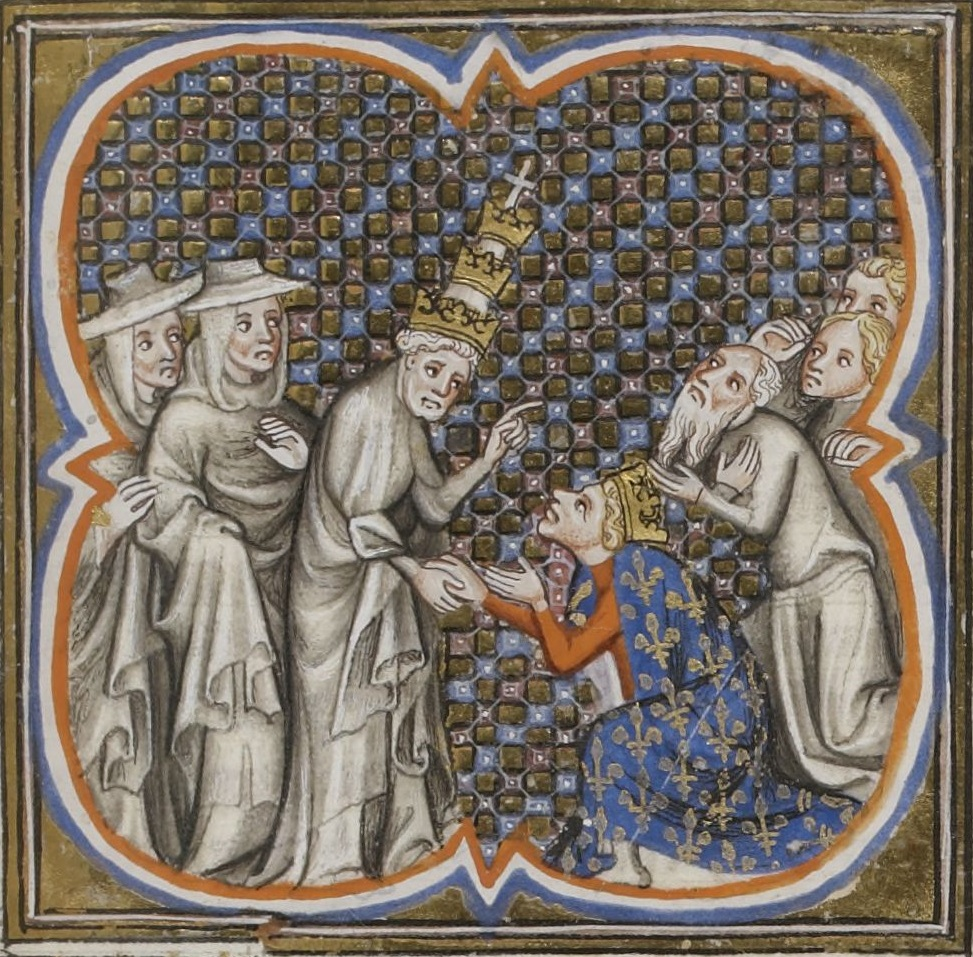
Miniatura del del papa Inocencio IV (a la izquierda) y el rey francés Luis IX en 1248.

No abandonó sus esperanzas de participar en una cruzada, pero su atención se centró cada vez más en un intento de adquirir el rico Reino de Sicilia para su hijo Edmundo. Sicilia había sido controlada por el emperador teutón Federico II, durante muchos años rival del papa Inocencio IV. Tras la muerte de Federico II en 1250, Inocencio IV buscó un nuevo gobernante, uno más dócil al papado. Enrique veía a Sicilia como un premio valioso para su hijo y como una base excelente para sus planes de cruzada en el Levante. Con una mínima consulta dentro de su corte, llegó a un acuerdo con el romano pontífice en 1254 para que Edmundo fuera el próximo rey. Inocencio IV instó a Enrique a enviar a su hijo con un ejército para recuperar Sicilia en manos del hijo de Federico II, Manfredo, ofreciéndose a contribuir con los gastos de la campaña.
Inocencio IV fue sucedido por Alejandro IV, quien enfrentaba una creciente presión militar del Sacro Imperio. Ya no podía costear los gastos de Enrique, sino que exigió que al rey inglés compensara al papado por las £ 90 000 gastadas en la guerra hasta ese momento. Esta fue una gran suma, por lo que Enrique tuvo que recurrir al Parlamento en busca de ayuda en 1255, solo para ser rechazado; hubo más intentos, pero hacia 1257 solo una parte de los miembros había ofrecido asistencia parlamentaria. Alejandro IV estuvo cada vez más descontento con los embustes de Enrique y, en 1258, envió un mensajero a Inglaterra amenazando con excomulgarlo si no pagaba primero sus deudas al papado y luego enviaba el ejército prometido a Sicilia. El Parlamento nuevamente rechazó socorrer al rey inglés para recaudar este dinero. En cambio, Enrique recurrió a extorsionar a los clérigos principales, quienes se vieron obligados a firmar cartas en blanco con la promesa de entregar sumas ilimitadas de dinero en apoyo de los esfuerzos del rey; logró recaudar con esto alrededor de £ 40 000. Los eclesiásticos ingleses sentían que el dinero se desperdiciaba y desaparecía en la dilatada guerra en Italia.
Mientras tanto, Enrique intentó influir en los resultados de las elecciones en el Sacro Imperio Romano Germánico, que designaría un nuevo rey de romanos. Cuando los candidatos alemanes más prominentes perdían simpatía de los electores, Enrique respaldó la candidatura de su hermano Ricardo y daba donaciones a sus partidarios potenciales en el Sacro Imperio. Ricardo fue elegido en 1256 con la esperanza de ser coronado como emperador del Sacro Imperio, pero continuó desempeñando un rol importante en la política inglesa. Su elección enfrentó una reacción mixta en Inglaterra; se creía que Ricardo daba consejos razonables y moderados, por lo que su presencia era excluida por los barones ingleses, pero también enfrentó críticas, probablemente incorrectas, por financiar su campaña alemana a expensas de Inglaterra. Aunque Enrique ya había aumentado su base de apoyo en el Sacro Imperio para una alianza potencial contra Luis IX de Francia, ambos reyes se estaban tratando de resolver sus disputas pacíficamente; para el rey inglés, un tratado de paz podría permitirle concentrarse en Sicilia y su cruzada.

## Últimos años

### Revolución

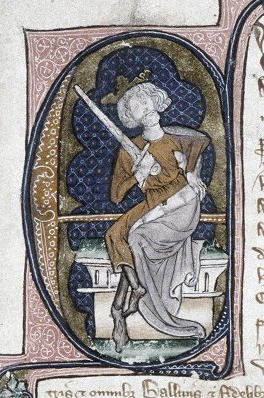
Eduardo, hijo mayor de Enrique III. Miniatura iluminada del.

En 1258, Enrique enfrentó una revuelta de los barones ingleses. La irritación había crecido por la forma en que los funcionarios del rey inglés estaban recaudando fondos, la influencia de los poitevinos en la corte y su política siciliana impopular; también había resentimiento por el abuso de los préstamos solicitados a los judíos; hasta la Iglesia en Inglaterra había padecido agravios por el trato que les había dado el rey inglés. Los galeses todavía aún estaban sublevados y ya se habían aliado con Escocia. En este momento, Enrique estaba críticamente corto de dinero; aunque todavía tenía algunas reservas de oro y plata, eran absolutamente insuficientes para cubrir sus posibles gastos, como la campaña en Sicilia y sus deudas con el papado. Las críticas sugerían con pesimismo que él nunca había tenido la intención de unirse a las cruzadas y que simplemente estaba intentando sacar provecho de los diezmos de las cruzadas. Para complicar la situación, las cosechas en Inglaterra se malograron. Dentro de la corte de Enrique había una fuerte sensación de que el rey inglés no podría conducir al país con estos problemas.
El descontento finalmente degeneró en insurrección en abril, cuando siete de los principales barones de Inglaterra y Saboya —Simón de Montfort, Roger y Hugh Bigod, John Fitzgeoffrey, Pedro de Montfort, Pedro de Saboya y Ricardo de Clare— formaron en secreto una alianza para expulsar a los lusiñanos en la corte, un movimiento probablemente apoyado silenciosamente por la reina consorte. El 30 de abril, Roger Bigod marchó en Westminster, en el centro del parlamento del rey inglés, con el respaldo por sus cómplices y dio un golpe de Estado. Temeroso de estar a punto de ser arrestado y encarcelado, Enrique acordó abandonar su política de gobierno personal y en su lugar reinar a través de un concilio de 24 barones y eclesiásticos, una mitad elegida por el rey inglés y la otra por los barones. Los candidatos de Enrique al concilio era en su mayoría los odiados lusiñanos.
La presión para la reforma continuó creciendo sin interrupción y, en junio, se reunió un nuevo parlamento para una serie de medidas conocidas como las Provisiones de Oxford, que Enrique juró respetar. Estas disposiciones crearon un concilio más pequeño de 15 miembros elegidos únicamente por los barones, que luego tenían la autoridad para designar al justiciar, el canciller y el tesorero de Inglaterra, que serían supervisados mediante parlamentos tres veces al año. La presión de barones de menor rango y la nobleza presentes en Oxford también ayudaron a impulsar una reforma más amplia, destinada a limitar el abuso de poder por parte de los funcionarios del rey inglés y los barones más importantes. El concilio elegido incluía representantes de la facción de Saboya pero no de los poitevinos; el nuevo gobierno inmediatamente tomó medidas para exiliar a los líderes lusiñanos y apoderarse de castillos importantes en el país.
Los desacuerdos entre los principales barones involucrados en la revuelta pronto se hicieron evidentes. Montfort abogaba por reformas radicales que impondrían mayores limitaciones a la autoridad y el poder de los principales barones y la Corona; otros, como Hugh Bigod, promovían únicamente cambios moderados, mientras que los barones conservadores, como Clare, expresaban su preocupación por las limitaciones existentes sobre los poderes del rey inglés. El hijo de Enrique, Eduardo, inicialmente se opuso a la revolución, pero luego se alió con Montfort en la aprobación las radicales Provisiones de Westminster en 1259, que introdujeron límites adicionales a los principales barones y funcionarios reales locales.

### Crisis

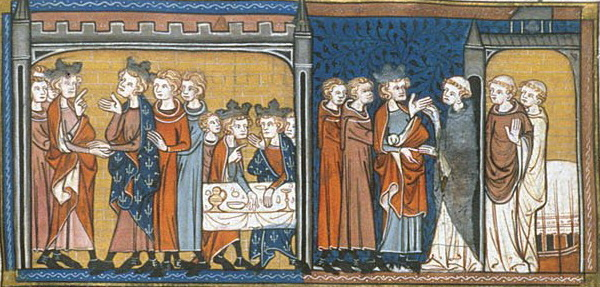
Ilustración del de Enrique III visitando a Luis IX de Francia.

Durante los siguientes cuatro años, ni Enrique ni los barones pudieron restaurar la estabilidad en Inglaterra y el poderío se disputaba entre las diferentes facciones. Una de las prioridades para el nuevo régimen era resolver la larga disputa con Francia y, a fines de 1259, Enrique y Leonor fueron a París para negociar los detalles finales de un tratado de paz con Luis IX y fueron escoltados por Simón de Montfort y gran parte del gobierno de barones. Según el tratado, Enrique renunció a cualquier reclamo sobre las tierras de su familia en el norte de Francia, pero fue confirmado como el legítimo gobernante de Gascuña y varios territorios vecinos en el sur, por lo que rendiría homenaje y reconociendo a Luis IX como su señor feudal por estas posesiones.
Cuando Montfort regresó a Inglaterra, Enrique —apoyado por Leonor— permaneció en París, donde aprovechó la oportunidad para reafirmar la autoridad real y comenzó a emitir órdenes independientemente de los barones. Enrique finalmente regresó para retomar el poder en Inglaterra en abril de 1260, donde se estaba gestando un conflicto entre las fuerzas de Clare y las de Montfort y Eduardo. El hermano de Enrique, Ricardo, medió entre las partes y evitó una confrontación militar; Eduardo se reconcilió con su padre y Montfort fue enviado a juicio por sus acciones contra el rey inglés. Enrique no pudo mantener su control sobre el poder y, en octubre, una coalición encabezada por Montfort, Clare y Eduardo se apoderó brevemente del control; en cuestión de meses, su concilio de barones colapsado también en el caos.
Enrique continuó apoyando públicamente las Provisiones de Oxford, pero en secreto mantuvo discusiones con el papa Urbano IV con la esperanza de ser absuelto del juramento que había hecho en Oxford. En junio de 1261, el rey inglés anunció que la Santa Sede le había liberado de sus promesas y rápidamente dio un contragolpe con el apoyo de su hijo Eduardo. Purgó las filas de los gobernadores civiles de sus enemigos y tomó el control de muchos de los castillos reales. La oposición de los barones, liderada por Montfort y Clare, se reunió temporalmente en resistencia a las acciones de Enrique y convocó a su propio parlamento —independiente del rey inglés— para establecer un sistema rival de gobierno local en Inglaterra. Enrique y Leonor movilizaron a sus propios seguidores y reunieron un ejército mercenario extranjero. Enfrentando la amenaza de una guerra civil a gran escala, los barones retrocedieron: Clare cambió de bando una vez más, Montfort se fue al exilio en Francia y la resistencia de los barones se derrumbó.
El gobierno de Enrique se sostenía principalmente en Leonor y sus partidarios de Saboya, pero resultó ser de corta duración. Trató de resolver la crisis de forma permanente obligando a los barones a aceptar el Tratado de Kingston, que introducía un sistema de arbitraje para resolver disputas pendientes entre el rey inglés y los barones y nombraba a Ricardo como mediador inicial, que contaba con el respaldo de Luis IX si Ricardo no alcanzaba un compromiso. Enrique suavizó algunas de sus políticas en respuesta a las preocupaciones de los barones, pero pronto comenzó a intimidar a sus enemigos políticos y reanudar su política siciliana impopular. No hizo nada significativo para tratar las preocupaciones sobre los barones y el abuso real de las préstamos con los judíos. El gobierno de Enrique se vio debilitado por la muerte de Clare, ya que su heredero Gilbert se puso del lado de los radicales; la situación del rey inglés fue quebrantada aún más por las grandes incursiones galesas a lo largo de las Marcas y la decisión del papa de revertir su sentencia sobre las Provisiones, esta vez confirmándolas como legítimas. A principios de 1263, la autoridad de Enrique se había desintegrado y el país retrocedió hacia la guerra civil.

### Segunda guerra de los Barones
Montfort regresó a Inglaterra en abril de 1263 y convocó un concilio de barones rebeldes en Oxford para idear una agenda renovada contra los poitevinos. La revuelta estalló poco después en las Marcas Galesas y, en octubre, Inglaterra se enfrentó a una inminente guerra civil entre Enrique —respaldado por Eduardo, Bigod y los barones conservadores— y Montfort, Clare y los radicales. Los rebeldes aprovecharon la inquietud entre los caballeros sobre el abuso de los préstamos judíos, ya que temían perder sus tierras; un problema que Enrique había fomentado mucho en su creación y nada por resolver. En cada caso siguiente, los rebeldes emplearon la violencia y el asesinato en un intento deliberado de destruir los registros de sus deudas con los prestamistas judíos. Montfort avanzó hacia el este con un ejército, mientras Londres se alzó en rebelión, donde ocurrió la masacre de 500 judíos. Enrique y Leonor fueron retenidos en la Torre de Londres por los insurgentes; la reina consorte intentó escapar hasta el río Támesis para encontrarse con el ejército de Eduardo en Windsor, pero fue forzadas a retirarse por las multitudes de Londres. Montfort tomó prisioneros a la pareja real y, aunque tenía la fantasía de gobernar en nombre del rey inglés, los rebeldes remplazaron por completo el gobierno y la casa real con sus propios hombres de confianza.
La coalición de Montfort comenzó a fragmentarse rápidamente, el rey inglés recuperó su libertad de movimiento y reavivó el caos en Inglaterra. Enrique apeló a Luis IX para el arbitraje en la disputa, como se había establecido en el Tratado de Kingston; Montfort fue inicialmente reacio a esta idea, pero —como la guerra era cada vez más probable— decidió aceptar el arbitraje francés también. Enrique fue a París en persona, acompañado por los representantes de Montfort. Inicialmente, los argumentos legales de Montfort dominaron, pero, en enero de 1264, Luis IX anunció el Fallo de Amiens (Mise of Amiens), en el que condenaba a los rebeldes, defendía los derechos del rey inglés y anulaba las Provisiones de Oxford. Luis IX tenía rígidos puntos de vista sobre los derechos de los monarcas sobre los de los barones, pero también estaba bajo la influencia por su esposa Margarita —hermana de Leonor— y por el papa. Dejando a Leonor en París para reunir refuerzos mercenarios, Enrique regresó a Inglaterra en febrero de 1264, donde la violencia se estaba gestando en respuesta a la decisión francesa.
La segunda guerra de los Barones finalmente estalló en abril de 1264, cuando Enrique condujo un ejército a los territorios de Montfort en las Tierras Medias y después avanzó hacia el sudeste para reocupar la importante ruta a Francia. Desesperado, Montfort marchó en busca de Enrique y los dos ejércitos se enfrentaron en la batalla de Lewes el 14 de mayo. A pesar de la superioridad numérica, las fuerzas de Enrique fueron vencidas. Su hermano Ricardo fue capturado, mientras Enrique y Eduardo se retiraron al priorato local y se rindieron al día siguiente. El rey inglés fue forzado a perdonar a los barones rebeldes y restablecer las Provisiones de Oxford, dejándolo —como describió el historiador Adrian Jobson— «poco más que una figura decorativa». Con el poder de Enrique disminuido, Montfort suprimió muchas deudas e intereses adeudados a los judíos, como los de sus partidarios barones.

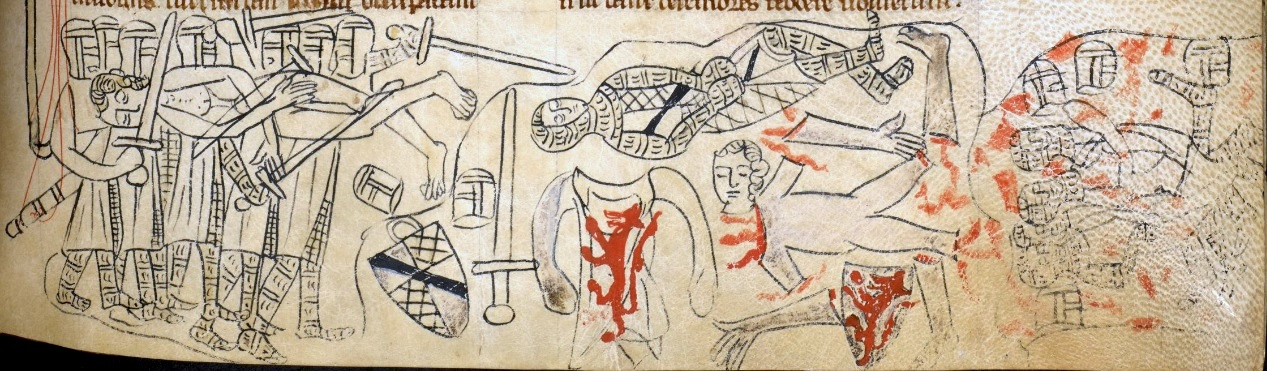
Mutilación del cadáver de Simón de Montfort después de la batalla de Evesham en 1265. Ilustración del.

Montfort no pudo consolidar su victoria y persistió el desorden generalizado por el país. En Francia, Leonor hizo planes para una invasión de Inglaterra con el apoyo de Luis IX, mientras que Eduardo escapó de sus captores en mayo y formó un nuevo ejército. Eduardo persiguió a las fuerzas de Montfort a través de las Marcas, antes de dirigirse al este para atacar la fortaleza rebelde de Kenilworth y volviendo una vez más contra el líder rebelde. Acompañado por el cautivo Enrique, Montfort no pudo retirarse y se produjo la batalla de Evesham. Eduardo triunfó, Montfort fue asesinado y su cadáver fue mutilado por los vencedores; Enrique llevaba una armadura prestada y casi fue asesinado por las tropas de su hijo durante el combate antes de que le reconocieran y escoltaran a un lugar seguro. En algunos lugares, la sublevación ya sin líder se prolongó, con algunos rebeldes reunidos en Kenilworth, que Enrique y Eduardo capturaron después de un largo asedio en 1266. Continuaron intimidando a los judíos y sus registros de deudas. Los remanentes de la resistencia fueron eliminados y los últimos rebeldes, rodeados en la isla de Ely, se rindieron en julio de 1267, con lo que terminó la guerra.

### Reconciliación y reconstrucción
Enrique rápidamente se vengó de sus enemigos después de la batalla de Evesham. Inmediatamente ordenó el secuestro de los territorios rebeldes, lo que provocó una ola de saqueos caóticos por el país. Inicialmente rechazó cualquier llamado a la moderación, pero, en octubre de 1266, fue convencido por el legado papal Ottobuono de' Fieschi de promulgar una política menos draconiana, llamada Dictamen de Kenilworth, que permitió el retorno de las tierras de los rebeldes a cambio del pago de gruesas multas. El Estatuto de Marlborough lo sucedió en noviembre de 1267 y que de hecho era una reedición de gran parte de las Provisiones de Westminster, lo que impuso limitaciones a la autoridad de los funcionarios reales locales y los principales barones, pero sin restringir la autoridad real central. La mayoría de los poitevinos exiliados comenzaron a regresar a Inglaterra después de la guerra. En septiembre de 1267, Enrique firmó el Tratado de Montgomery con Llywelyn, reconociéndolo como el príncipe de Gales y otorgando importantes concesiones de tierras.
En los últimos años de su reinado, Enrique estaba cada vez más enfermo y concentrado en asegurar la paz dentro del reino y sus propias devociones religiosas. Eduardo fue nombrado administrador de Inglaterra y comenzó a desempeñar un rol más prominente en el gobierno. Las finanzas del rey inglés estaban en un estado precario como resultado de la guerra y, cuando Eduardo decidió unirse a las cruzadas en 1268, se hizo patente que eran necesarios nuevos impuestos. A Enrique le preocupaba que la ausencia de su hijo pudiera alentar nuevas revueltas, pero Eduardo le persuadió a que negociara con varios parlamentos en los próximos dos años para recaudar el dinero. Aunque al principio Enrique había revertido las políticas antijudías de Montfort —como el intento de restablecer las deudas contraídas con los judíos que se podían probar—, se enfrentó a la presión del parlamento para introducir restricciones a los bonos judíos —particularmente su venta a los cristianos— en los últimos años de su reinado a cambio de la financiación. Continuó invirtiendo en la abadía de Westminster —que se volvió un reemplazo del mausoleo angevino en la abadía de Fontevraud— y en 1269 supervisó una gran ceremonia para inhumar nuevamente a Eduardo «el Confesor» en un nuevo y opulento santuario, evento en el que personalmente ayudó a cargar los restos a su nuevo lugar de descanso.

## Muerte

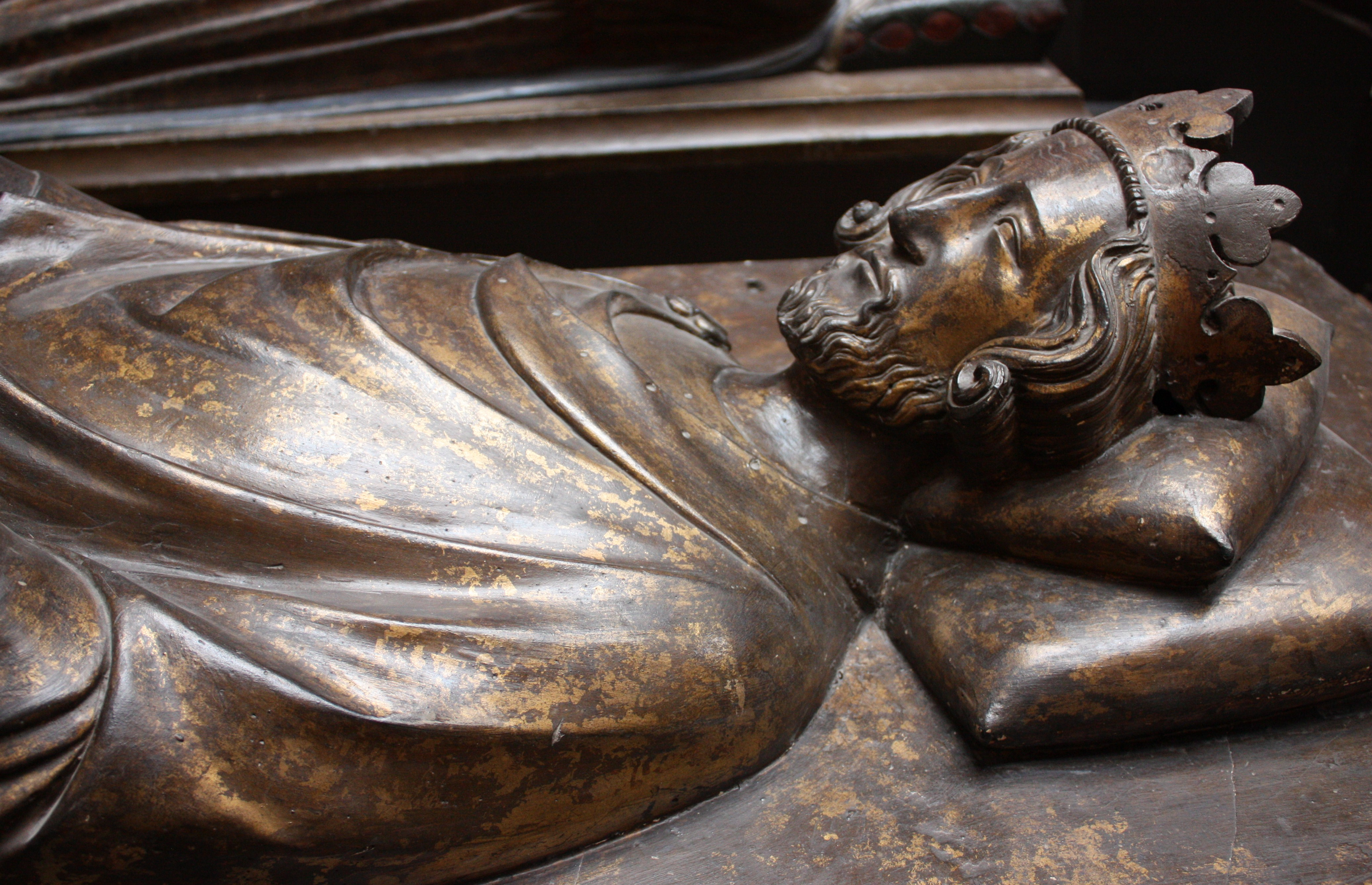
Efigie de Enrique III en la abadía de Westminster (c. 1272).

En 1270, Eduardo partió a la octava cruzada, comandada por Luis IX de Francia, pero la salud de Enrique empeoró gradualmente; las preocupaciones sobre una nueva rebelión aumentaron y al año siguiente el rey inglés escribió a su hijo pidiéndole que regresara a Inglaterra, pero Eduardo no volvió. Enrique se recuperó levemente y anunció su intención renovada de unirse a las cruzadas, pero nunca recuperó completamente su salud y, en la noche del 16 de noviembre de 1272, murió en Westminster, probablemente con Leonor presente. Fue sucedido por Eduardo, quien regresó tiempo después a Inglaterra a través de Gascuña; llegó en agosto de 1274.
Por petición propia, Enrique fue enterrado en la abadía de Westminster frente al altar mayor de la iglesia, en el antiguo sitio de descanso de Eduardo «el Confesor». Unos años más tarde, se comenzó a trabajar en una tumba más imponente para Enrique y, en 1290, su hijo ordenó trasladar el cuerpo de su padre a su ubicación actual en la abadía de Westminster. Su efigie funeraria de latón dorado fue diseñada y forjada dentro de las tierras de la abadía por William Torell; a diferencia de otras efigies de la época, tiene un estilo particularmente naturalista, pero probablemente no representaba la imagen del propio Enrique.
Leonor probablemente esperaba que su marido fuera reconocido como santo, como lo había sido su contemporáneo Luis IX de Francia; de hecho, la tumba final de Enrique parecía el santuario de un santo, con nichos posiblemente destinados para contener reliquias. Cuando su cuerpo fue exhumado en 1290, los contemporáneos notaron que estaba en perfectas condiciones y que la larga barba de Enrique permanecía bien conservada, lo que en ese momento se consideraba una indicación de pureza santa. Comenzaron a reportarse milagros en la tumba, pero Eduardo era escéptico acerca de estos relatos. Los informes cesaron y Enrique nunca fue canonizado. En 1292, su corazón fue sustraído de la tumba y fue enterrado en la abadía de Fontevraud junto a los restos de su familia angevina.

## Legado

### Valoraciones historiográficas

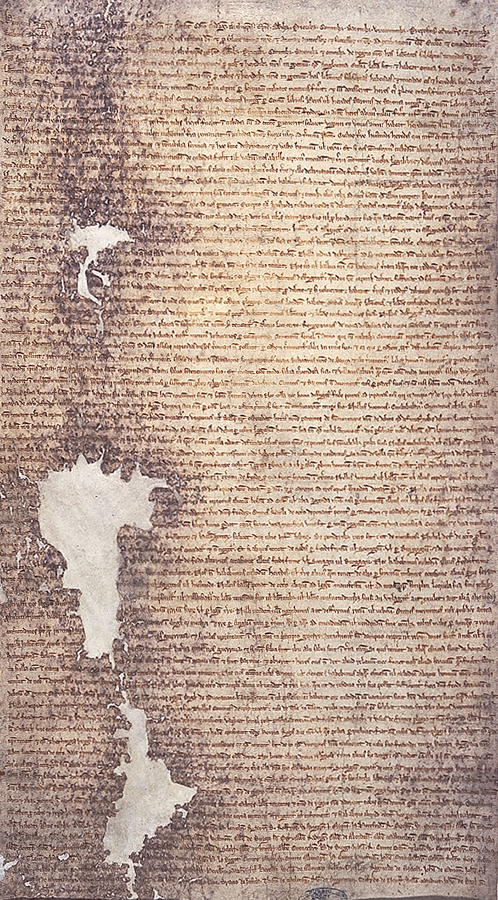
La Gran Carta de 1225.

Las primeras historias del reinado de Enrique surgieron en los siglos XVI y XVII, basadas principalmente en los relatos de cronistas medievales, en particular los escritos de Roger de Wendover y Mateo de París. Estos historiadores tempranos —entre estos el arzobispo Matthew Parker— estaban sometidos a preocupaciones contemporáneas sobre el rol de la Iglesia y el Estado y examinaron la naturaleza cambiante de la monarquía durante el período de Enrique, la aparición del nacionalismo inglés en esa época y lo que percibieron como la influencia maligna del papado. Durante la revolución, los historiadores también trazaron paralelismos entre las experiencias de Enrique y las del destronado Carlos I.
En el siglo XIX, los eruditos victorianos —como William Stubbs, James Ramsay y William Hunt— intentaron comprender cómo el sistema político inglés había evolucionado durante el reinado de Enrique. Exploraron el surgimiento de instituciones parlamentarias durante su gobierno y simpatizaron con las preocupaciones de los cronistas sobre el rol de los poitevinos en Inglaterra. Este enfoque continuó en las investigaciones de principios de siglo XX sobre Enrique, como la obra de 1913 de Kate Norgate, que continuó haciendo un uso abundante de relatos de cronistas y se centró principalmente en cuestiones constitucionales, aunque con un sesgo nacionalista distintivo.
Después de 1900, los registros financieros y oficiales del reinado de Enrique ya eran accesibles para los historiadores, como los rollos contables, los registros judiciales, la correspondencia y los registros de administración de los bosques reales. Thomas Tout hizo uso de muchas de estas nuevas fuentes en los años 1920, mientras que los historiadores de la posguerra se enfocaron especialmente en las finanzas del gobierno de Enrique, así como sus dificultades fiscales. Esta avalancha de investigaciones culminó en dos importantes obras biográficas —publicadas en 1948 y 1953— de Maurice Powicke sobre el rey inglés, que cimentaron la cronología convencional de Enrique durante las siguientes tres décadas.
El reinado de Enrique no recibió mucha atención de los historiadores durante mucho tiempo después de los años 1950: no se escribieron biografías sustanciales sobre él después de Powicke; el historiador John Beeler observó en los años 1970 que la cobertura del reinado de Enrique por historiadores militares permaneció particularmente escueta. A finales del siglo XX, hubo un renovado interés en la historia inglesa del siglo XIII, que dio lugar a la publicación de varios trabajos especializados en aspectos del reinado de Enrique, como las finanzas de su gobierno y su período de minoría. La historiografía actual señala las cualidades positivas y negativas de Enrique: el historiador David Carpenter opinó que era un hombre decente, que falló como gobernante por su ingenuidad e incapacidad para producir planes realistas para la reforma, tema que hizo eco Huw Ridgeway, quien también recalcó su incapacidad y falta de experiencia para tratar con su corte, pero también lo considera como, «en esencia, un hombre de paz, amable y misericordioso».

### En la cultura popular
El cronista Mateo de París describió la vida de Enrique en una serie de ilustraciones, que dibujó y, en algunos casos, coloreó con acuarela en los márgenes de la Chronica Majora. Este autor se encontró por primera vez con Enrique en 1236 y disfrutó de una larga amistad con el rey inglés, aunque le desagradaban muchas de las acciones de Enrique y las ilustraciones son frecuentemente poco halagadoras.
Enrique es un personaje en Purgatorio, la segunda parte de la Divina comedia de Dante Alighieri (completada en 1320). El rey inglés aparece representado solo en el purgatorio, a un lado de otros tres gobernantes fallidos según Dante: Rodolfo I de Habsburgo, Otakar II de Bohemia y Felipe II de Borgoña. Se desconoce la intención simbólica del autor de mencionar a Enrique sentado por separado; las posibles explicaciones incluyen que era una referencia a que Inglaterra no era parte del Sacro Imperio o indica que Dante tenía una opinión favorable de Enrique, debido a su inusual piedad.
Las obras de William Shakespeare no presentan a Enrique como un personaje significativo (a diferencia de muchos otros reyes medievales) y, dentro de la cultura popular moderna, tiene una presencia mínima y no ha sido un individuo destacado en el cine, teatro o televisión.

## Descendencia
Enrique y Leonor tuvieron cinco hijos:
- Eduardo (17/18 de junio de 1239-7 de julio de 1307).[207]
- Margarita (29 de septiembre de 1240-26 de febrero de 1275).[209]
- Beatriz (25 de junio de 1242-24 de marzo de 1275).[397]
- Edmundo (16 de enero de 1245-5 de junio de 1296).[398]
- Catalina (25 de noviembre de 1253-3 de marzo de 1257).[399]

No tuvo hijos ilegítimos.

## Ancestros
| \| \| \| \| \| \| \| \| \| \| \| \| \| \| \| \| \| \| \| \| 16. Fulco V de Anjou \| \| \| \| \| \| \| \| \| \| \| \| \| \| \| \| \| \| \| \| \| \| \| \| \| \| \| \| \| \| \| \| \| \| \| \| \| \| \| \| \| \| \| \| \| \| \| \| \| \| \| \| \| \| 8. Godofredo V de Anjou \| \| \| \| \| \| \| \| \| \| \| \| \| \| \| \| \| \| \| \| \| \| \| \| \| \| \| \| \| \| \| \| \| \| \| \| \| \| \| \| \| \| \| \| \| \| \| \| \| \| \| \| \| \| 17. Ermengarda de Maine \| \| \| \| \| \| \| \| \| \| \| \| \| \| \| \| \| \| \| \| \| \| \| \| \| \| \| \| \| \| \| \| \| \| \| \| \| \| \| \| \| \| \| \| \| \| \| \| \| \| \| \| \| \| 4. Enrique II de Inglaterra \| \| \| \| \| \| \| \| \| \| \| \| \| \| \| \| \| \| \| \| \| \| \| \| \| \| \| \| \| \| \| \| \| \| \| \| \| \| \| \| \| \| \| \| \| \| \| \| \| \| \| \| \| \| 18. Enrique I de Inglaterra \| \| \| \| \| \| \| \| \| \| \| \| \| \| \| \| \| \| \| \| \| \| \| \| \| \| \| \| \| \| \| \| \| \| \| \| \| \| \| \| \| \| \| \| \| \| \| \| \| \| \| \| \| \| 9. Matilde de Inglaterra \| \| \| \| \| \| \| \| \| \| \| \| \| \| \| \| \| \| \| \| \| \| \| \| \| \| \| \| \| \| \| \| \| \| \| \| \| \| \| \| \| \| \| \| \| \| \| \| \| \| \| \| \| \| 19. Matilde de Escocia \| \| \| \| \| \| \| \| \| \| \| \| \| \| \| \| \| \| \| \| \| \| \| \| \| \| \| \| \| \| \| \| \| \| \| \| \| \| \| \| \| \| \| \| \| \| \| \| \| \| \| \| \| \| 2. Juan I de Inglaterra \| \| \| \| \| \| \| \| \| \| \| \| \| \| \| \| \| \| \| \| \| \| \| \| \| \| \| \| \| \| \| \| \| \| \| \| \| \| \| \| \| \| \| \| \| \| \| \| \| \| \| \| \| \| 20. Guillermo IX de Aquitania \| \| \| \| \| \| \| \| \| \| \| \| \| \| \| \| \| \| \| \| \| \| \| \| \| \| \| \| \| \| \| \| \| \| \| \| \| \| \| \| \| \| \| \| \| \| \| \| \| \| \| \| \| \| 10. Guillermo X de Aquitania \| \| \| \| \| \| \| \| \| \| \| \| \| \| \| \| \| \| \| \| \| \| \| \| \| \| \| \| \| \| \| \| \| \| \| \| \| \| \| \| \| \| \| \| \| \| \| \| \| \| \| \| \| \| 21. Felipa de Tolosa \| \| \| \| \| \| \| \| \| \| \| \| \| \| \| \| \| \| \| \| \| \| \| \| \| \| \| \| \| \| \| \| \| \| \| \| \| \| \| \| \| \| \| \| \| \| \| \| \| \| \| \| \| \| 5. Leonor de Aquitania \| \| \| \| \| \| \| \| \| \| \| \| \| \| \| \| \| \| \| \| \| \| \| \| \| \| \| \| \| \| \| \| \| \| \| \| \| \| \| \| \| \| \| \| \| \| \| \| \| \| \| \| \| \| 22. Amalarico I de Châtellerault \| \| \| \| \| \| \| \| \| \| \| \| \| \| \| \| \| \| \| \| \| \| \| \| \| \| \| \| \| \| \| \| \| \| \| \| \| \| \| \| \| \| \| \| \| \| \| \| \| \| \| \| \| \| 11. Leonor de Châtellerault \| \| \| \| \| \| \| \| \| \| \| \| \| \| \| \| \| \| \| \| \| \| \| \| \| \| \| \| \| \| \| \| \| \| \| \| \| \| \| \| \| \| \| \| \| \| \| \| \| \| \| \| \| \| 23. Dangerosa de L'Isle Bouchard \| \| \| \| \| \| \| \| \| \| \| \| \| \| \| \| \| \| \| \| \| \| \| \| \| \| \| \| \| \| \| \| \| \| \| \| \| \| \| \| \| \| \| \| \| \| \| \| \| \| \| \| \| \| 1. Enrique III de Inglaterra \| \| \| \| \| \| \| \| \| \| \| \| \| \| \| \| \| \| \| \| \| \| \| \| \| \| \| \| \| \| \| \| \| \| \| \| \| \| \| \| \| \| \| \| \| \| \| \| \| \| \| \| \| \| 24. Vulgrino II de Angulema \| \| \| \| \| \| \| \| \| \| \| \| \| \| \| \| \| \| \| \| \| \| \| \| \| \| \| \| \| \| \| \| \| \| \| \| \| \| \| \| \| \| \| \| \| \| \| \| \| \| \| \| \| \| 12. Guillermo VI de Angulema \| \| \| \| \| \| \| \| \| \| \| \| \| \| \| \| \| \| \| \| \| \| \| \| \| \| \| \| \| \| \| \| \| \| \| \| \| \| \| \| \| \| \| \| \| \| \| \| \| \| \| \| \| \| 25. Poncia de la Marche \| \| \| \| \| \| \| \| \| \| \| \| \| \| \| \| \| \| \| \| \| \| \| \| \| \| \| \| \| \| \| \| \| \| \| \| \| \| \| \| \| \| \| \| \| \| \| \| \| \| \| \| \| \| 6. Aimar de Angulema \| \| \| \| \| \| \| \| \| \| \| \| \| \| \| \| \| \| \| \| \| \| \| \| \| \| \| \| \| \| \| \| \| \| \| \| \| \| \| \| \| \| \| \| \| \| \| \| \| \| \| \| \| \| 26. Ramón I de Turena \| \| \| \| \| \| \| \| \| \| \| \| \| \| \| \| \| \| \| \| \| \| \| \| \| \| \| \| \| \| \| \| \| \| \| \| \| \| \| \| \| \| \| \| \| \| \| \| \| \| \| \| \| \| 13. Marguerita de Turena \| \| \| \| \| \| \| \| \| \| \| \| \| \| \| \| \| \| \| \| \| \| \| \| \| \| \| \| \| \| \| \| \| \| \| \| \| \| \| \| \| \| \| \| \| \| \| \| \| \| \| \| \| \| 27. Matilde de Perche \| \| \| \| \| \| \| \| \| \| \| \| \| \| \| \| \| \| \| \| \| \| \| \| \| \| \| \| \| \| \| \| \| \| \| \| \| \| \| \| \| \| \| \| \| \| \| \| \| \| \| \| \| \| 3. Isabel de Angulema \| \| \| \| \| \| \| \| \| \| \| \| \| \| \| \| \| \| \| \| \| \| \| \| \| \| \| \| \| \| \| \| \| \| \| \| \| \| \| \| \| \| \| \| \| \| \| \| \| \| \| \| \| \| 28. Luis VI de Francia \| \| \| \| \| \| \| \| \| \| \| \| \| \| \| \| \| \| \| \| \| \| \| \| \| \| \| \| \| \| \| \| \| \| \| \| \| \| \| \| \| \| \| \| \| \| \| \| \| \| \| \| \| \| 14. Pedro I de Courtenay \| \| \| \| \| \| \| \| \| \| \| \| \| \| \| \| \| \| \| \| \| \| \| \| \| \| \| \| \| \| \| \| \| \| \| \| \| \| \| \| \| \| \| \| \| \| \| \| \| \| \| \| \| \| 29. Adelaida de Saboya \| \| \| \| \| \| \| \| \| \| \| \| \| \| \| \| \| \| \| \| \| \| \| \| \| \| \| \| \| \| \| \| \| \| \| \| \| \| \| \| \| \| \| \| \| \| \| \| \| \| \| \| \| \| 7. Alicia de Courtenay \| \| \| \| \| \| \| \| \| \| \| \| \| \| \| \| \| \| \| \| \| \| \| \| \| \| \| \| \| \| \| \| \| \| \| \| \| \| \| \| \| \| \| \| \| \| \| \| \| \| \| \| \| \| 30. Reinaldo de Courtenay \| \| \| \| \| \| \| \| \| \| \| \| \| \| \| \| \| \| \| \| \| \| \| \| \| \| \| \| \| \| \| \| \| \| \| \| \| \| \| \| \| \| \| \| \| \| \| \| \| \| \| \| \| \| 15. Isabel de Courtenay \| \| \| \| \| \| \| \| \| \| \| \| \| \| \| \| \| \| \| \| \| \| \| \| \| \| \| \| \| \| \| \| \| \| \| \| \| \| \| \| \| \| \| \| \| \| \| \| \| \| \| \| \| \| 31. Elena de Donjon \| \| \| \| \| \| \| \| \| \| \| \| \| \| \| \| \| \| \| \| \| \| \| \| \| \| \| \| \| \| \| \| \| \| \| \| \| \| \| \| \| \| \| \| \| \| \| \| \| \| \| \| |                                  |  |  |  |  |  |  |  |  |  |  |  |  |  |  |  |
| |                                  |  |  |  |  |  |  |  |  |  |  |  |  |  |  |  |
| | 16. Fulco V de Anjou             |  |  |  |  |  |  |  |  |  |  |  |  |  |  |  |
| |                                  |  |  |  |  |  |  |  |  |  |  |  |  |  |  |  |
| |                                  |  |  |  |  |  |  |  |  |  |  |  |  |  |  |  |
| | 8. Godofredo V de Anjou          |  |  |  |  |  |  |  |  |  |  |  |  |  |  |  |
| |                                  |  |  |  |  |  |  |  |  |  |  |  |  |  |  |  |
| |                                  |  |  |  |  |  |  |  |  |  |  |  |  |  |  |  |
| | 17. Ermengarda de Maine          |  |  |  |  |  |  |  |  |  |  |  |  |  |  |  |
| |                                  |  |  |  |  |  |  |  |  |  |  |  |  |  |  |  |
| |                                  |  |  |  |  |  |  |  |  |  |  |  |  |  |  |  |
| | 4. Enrique II de Inglaterra      |  |  |  |  |  |  |  |  |  |  |  |  |  |  |  |
| |                                  |  |  |  |  |  |  |  |  |  |  |  |  |  |  |  |
| |                                  |  |  |  |  |  |  |  |  |  |  |  |  |  |  |  |
| | 18. Enrique I de Inglaterra      |  |  |  |  |  |  |  |  |  |  |  |  |  |  |  |
| |                                  |  |  |  |  |  |  |  |  |  |  |  |  |  |  |  |
| |                                  |  |  |  |  |  |  |  |  |  |  |  |  |  |  |  |
| | 9. Matilde de Inglaterra         |  |  |  |  |  |  |  |  |  |  |  |  |  |  |  |
| |                                  |  |  |  |  |  |  |  |  |  |  |  |  |  |  |  |
| |                                  |  |  |  |  |  |  |  |  |  |  |  |  |  |  |  |
| | 19. Matilde de Escocia           |  |  |  |  |  |  |  |  |  |  |  |  |  |  |  |
| |                                  |  |  |  |  |  |  |  |  |  |  |  |  |  |  |  |
| |                                  |  |  |  |  |  |  |  |  |  |  |  |  |  |  |  |
| | 2. Juan I de Inglaterra          |  |  |  |  |  |  |  |  |  |  |  |  |  |  |  |
| |                                  |  |  |  |  |  |  |  |  |  |  |  |  |  |  |  |
| |                                  |  |  |  |  |  |  |  |  |  |  |  |  |  |  |  |
| | 20. Guillermo IX de Aquitania    |  |  |  |  |  |  |  |  |  |  |  |  |  |  |  |
| |                                  |  |  |  |  |  |  |  |  |  |  |  |  |  |  |  |
| |                                  |  |  |  |  |  |  |  |  |  |  |  |  |  |  |  |
| | 10. Guillermo X de Aquitania     |  |  |  |  |  |  |  |  |  |  |  |  |  |  |  |
| |                                  |  |  |  |  |  |  |  |  |  |  |  |  |  |  |  |
| |                                  |  |  |  |  |  |  |  |  |  |  |  |  |  |  |  |
| | 21. Felipa de Tolosa             |  |  |  |  |  |  |  |  |  |  |  |  |  |  |  |
| |                                  |  |  |  |  |  |  |  |  |  |  |  |  |  |  |  |
| |                                  |  |  |  |  |  |  |  |  |  |  |  |  |  |  |  |
| | 5. Leonor de Aquitania           |  |  |  |  |  |  |  |  |  |  |  |  |  |  |  |
| |                                  |  |  |  |  |  |  |  |  |  |  |  |  |  |  |  |
| |                                  |  |  |  |  |  |  |  |  |  |  |  |  |  |  |  |
| | 22. Amalarico I de Châtellerault |  |  |  |  |  |  |  |  |  |  |  |  |  |  |  |
| |                                  |  |  |  |  |  |  |  |  |  |  |  |  |  |  |  |
| |                                  |  |  |  |  |  |  |  |  |  |  |  |  |  |  |  |
| | 11. Leonor de Châtellerault      |  |  |  |  |  |  |  |  |  |  |  |  |  |  |  |
| |                                  |  |  |  |  |  |  |  |  |  |  |  |  |  |  |  |
| |                                  |  |  |  |  |  |  |  |  |  |  |  |  |  |  |  |
| | 23. Dangerosa de L'Isle Bouchard |  |  |  |  |  |  |  |  |  |  |  |  |  |  |  |
| |                                  |  |  |  |  |  |  |  |  |  |  |  |  |  |  |  |
| |                                  |  |  |  |  |  |  |  |  |  |  |  |  |  |  |  |
| | 1. Enrique III de Inglaterra     |  |  |  |  |  |  |  |  |  |  |  |  |  |  |  |
| |                                  |  |  |  |  |  |  |  |  |  |  |  |  |  |  |  |
| |                                  |  |  |  |  |  |  |  |  |  |  |  |  |  |  |  |
| | 24. Vulgrino II de Angulema      |  |  |  |  |  |  |  |  |  |  |  |  |  |  |  |
| |                                  |  |  |  |  |  |  |  |  |  |  |  |  |  |  |  |
| |                                  |  |  |  |  |  |  |  |  |  |  |  |  |  |  |  |
| | 12. Guillermo VI de Angulema     |  |  |  |  |  |  |  |  |  |  |  |  |  |  |  |
| |                                  |  |  |  |  |  |  |  |  |  |  |  |  |  |  |  |
| |                                  |  |  |  |  |  |  |  |  |  |  |  |  |  |  |  |
| | 25. Poncia de la Marche          |  |  |  |  |  |  |  |  |  |  |  |  |  |  |  |
| |                                  |  |  |  |  |  |  |  |  |  |  |  |  |  |  |  |
| |                                  |  |  |  |  |  |  |  |  |  |  |  |  |  |  |  |
| | 6. Aimar de Angulema             |  |  |  |  |  |  |  |  |  |  |  |  |  |  |  |
| |                                  |  |  |  |  |  |  |  |  |  |  |  |  |  |  |  |
| |                                  |  |  |  |  |  |  |  |  |  |  |  |  |  |  |  |
| | 26. Ramón I de Turena            |  |  |  |  |  |  |  |  |  |  |  |  |  |  |  |
| |                                  |  |  |  |  |  |  |  |  |  |  |  |  |  |  |  |
| |                                  |  |  |  |  |  |  |  |  |  |  |  |  |  |  |  |
| | 13. Marguerita de Turena         |  |  |  |  |  |  |  |  |  |  |  |  |  |  |  |
| |                                  |  |  |  |  |  |  |  |  |  |  |  |  |  |  |  |
| |                                  |  |  |  |  |  |  |  |  |  |  |  |  |  |  |  |
| | 27. Matilde de Perche            |  |  |  |  |  |  |  |  |  |  |  |  |  |  |  |
| |                                  |  |  |  |  |  |  |  |  |  |  |  |  |  |  |  |
| |                                  |  |  |  |  |  |  |  |  |  |  |  |  |  |  |  |
| | 3. Isabel de Angulema            |  |  |  |  |  |  |  |  |  |  |  |  |  |  |  |
| |                                  |  |  |  |  |  |  |  |  |  |  |  |  |  |  |  |
| |                                  |  |  |  |  |  |  |  |  |  |  |  |  |  |  |  |
| | 28. Luis VI de Francia           |  |  |  |  |  |  |  |  |  |  |  |  |  |  |  |
| |                                  |  |  |  |  |  |  |  |  |  |  |  |  |  |  |  |
| |                                  |  |  |  |  |  |  |  |  |  |  |  |  |  |  |  |
| | 14. Pedro I de Courtenay         |  |  |  |  |  |  |  |  |  |  |  |  |  |  |  |
| |                                  |  |  |  |  |  |  |  |  |  |  |  |  |  |  |  |
| |                                  |  |  |  |  |  |  |  |  |  |  |  |  |  |  |  |
| | 29. Adelaida de Saboya           |  |  |  |  |  |  |  |  |  |  |  |  |  |  |  |
| |                                  |  |  |  |  |  |  |  |  |  |  |  |  |  |  |  |
| |                                  |  |  |  |  |  |  |  |  |  |  |  |  |  |  |  |
| | 7. Alicia de Courtenay           |  |  |  |  |  |  |  |  |  |  |  |  |  |  |  |
| |                                  |  |  |  |  |  |  |  |  |  |  |  |  |  |  |  |
| |                                  |  |  |  |  |  |  |  |  |  |  |  |  |  |  |  |
| | 30. Reinaldo de Courtenay        |  |  |  |  |  |  |  |  |  |  |  |  |  |  |  |
| |                                  |  |  |  |  |  |  |  |  |  |  |  |  |  |  |  |
| |                                  |  |  |  |  |  |  |  |  |  |  |  |  |  |  |  |
| | 15. Isabel de Courtenay          |  |  |  |  |  |  |  |  |  |  |  |  |  |  |  |
| |                                  |  |  |  |  |  |  |  |  |  |  |  |  |  |  |  |
| |                                  |  |  |  |  |  |  |  |  |  |  |  |  |  |  |  |
| | 31. Elena de Donjon              |  |  |  |  |  |  |  |  |  |  |  |  |  |  |  |
| |                                  |  |  |  |  |  |  |  |  |  |  |  |  |  |  |  |
| |                                  |  |  |  |  |  |  |  |  |  |  |  |  |  |  |  |